# Alberta

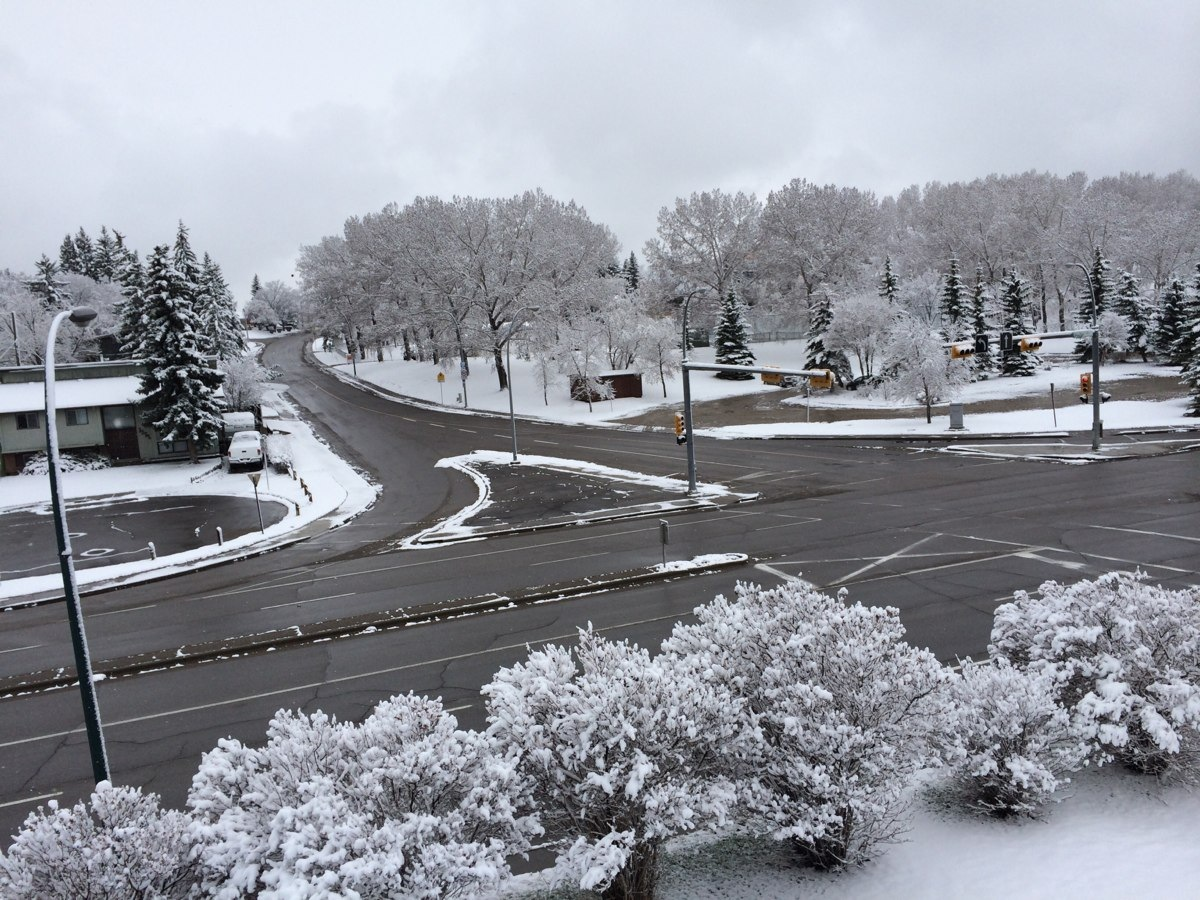
Alberta, Canadá.

Alberta (pronunciado /æɫˈbɝ.ðə/ en inglés) es una de las diez provincias que, junto con los tres territorios, conforman las trece entidades federales de Canadá. Su capital es Edmonton y su ciudad más poblada, Calgary. Está ubicada al oeste del país, limitando al norte con los Territorios del Noroeste, al este con Saskatchewan, al sur con Estados Unidos y al oeste con Columbia Británica. Con 4 067 175 de habitantes, en 2016 es la cuarta entidad más poblada, por detrás de Ontario, Quebec y Columbia Británica.
Alberta forma parte de las Provincias de las Praderas y de las Provincias Occidentales. Fue creada el 1 de septiembre de 1905, cuando se separó de los Territorios del Noroeste. El 1 de septiembre de 2005, Alberta celebró su centenario como provincia.
La capital de la provincia es Edmonton, siendo el centro urbano más poblado Calgary, ciudad en la que se celebraron los Juegos Olímpicos de Invierno en 1988. Otras localidades de importancia son Banff, Camrose, Fort McMurray, Grande Prairie, Lethbridge, Medicine Hat o Red Deer.
Alberta posee una de las economías más fuertes e influyentes de Canadá. La provincia es una gran productora de petróleo y de gas natural. Alberta produce cerca del 70 % del petróleo y del gas natural de Canadá. Buena parte de estos recursos naturales son exportados a Estados Unidos. Además de eso, la agropecuaria, la industria manufacturera, las finanzas y el turismo tienen también una gran importancia en la economía de la provincia.
La región donde se encuentra actualmente Alberta, anteriormente pertenecía a la Compañía de la Bahía de Hudson. En 1870, la Compañía de la Bahía de Hudson cedió sus territorios al gobierno de Canadá. Estos territorios pasaron a llamarse Territorios del Noroeste, y ocupaban la región donde actualmente se encuentran, además de Alberta, Manitoba, Nunavut y Saskatchewan. En 1882, el gobierno canadiense bautizó a la región con el nombre de Alberta, en homenaje a la princesa Louise Caroline Alberta, cuarta hija de la reina Victoria. Específicamente, el distrito de Alberta fue nombrado por el marqués de Lorne, esposo de la princesa quien le escribió este verso en honor de la ocasión. «Como muestra del amor que has demostrado por esta gran tierra de libertad, he nombrado una vasta provincia, famosa por su belleza, que como tu querido nombre de ahora en adelante se conozca. ¡Será Alberta!»
El 1 de septiembre de 1905, el gobierno de Canadá creó las provincias de Alberta y de Saskatchewan, a través de la división de las tierras del sur de los Territorios del Noroeste.

## Historia

### Hasta 1905
Los nativos indígenas vivían en la región donde actualmente se localiza la provincia de Alberta mucho tiempo antes de la llegada de los primeros europeos. Diversas tribus indígenas vivían en la región, la mayoría parte de la familia amerindia de los assiniboines, los pies negros o los cree.
En 1670, la Compañía de la Bahía de Hudson obtuvo permiso para iniciar el comercio de pieles con indígenas y la caza de animales en la región donde actualmente se localiza Alberta. Alberta, entonces, formaba parte de una inmensa región llamada Tierra de Rupert. Sin embargo, la región continuaría inexplorada por los europeos hasta 1754. Este año, Anthony Henday fue enviado por la Compañía de la Bahía de Hudson a la región, con el objetivo de iniciar relaciones amistosas con los nativos indígenas de la región y trueques comerciales. Henday pasó el invierno de 1754-1755 con los indios pies negros. El primer puesto comercial y el primer fuerte construidos en la región fueron inaugurados en 1778, en Lac La Biche, por Peter Pond, un empresario estadounidense que trabajaba para la Compañía del Noroeste, una competidora de la Compañía de la Bahía de Hudson. La Compañía del Noroeste abandonaría la región en 1821. El primer asentamiento permanente que aún está habitado actualmente es Edmonton, fundada en 1795 por la Compañía de la Bahía de Hudson.
A partir de la década de 1800, los métis comenzaron a instalarse en la región. Sin embargo, la región aún estaba escasamente poblada, y los habitantes de origen europeo de la época se reducían a pocas decenas de comerciantes y cazadores. A partir de la década de 1840, los misioneros católicos fueron a explorar la región. El primero en hacerlo fue Robert Rundle, que exploró la región entre 1840 y 1848. En 1843, los misioneros católicos fundaron una misión católica en Lac Claire. En 1868, fundaron la ciudad de St. Albert.
En 1870, la Compañía de la Bahía de Hudson decidió transferir el control de las Tierras de Rupert al gobierno británico. Este cedió inmediatamente estas tierras al recién fundado Canadá. El gobierno canadiense renombró estas tierras como Territorios del Noroeste. Durante la década de 1870, el gobierno de Canadá creó y desarrolló la Policía Montada del Canadá, una fuerza policial canadiense, que fue creada originalmente con el objetivo de proteger los escasamente poblados Territorios del Noroeste de los comerciantes estadounidenses que distribuían ilegalmente en Canadá bebidas alcohólicas, sobre todo.
El gobierno canadiense pasó a tomar medidas para incentivar el poblamiento del interior del país. En 1882, el gobierno de Canadá dividió el sur de los Territorios del Noroeste en cuatro distritos: Alberta, Saskatchewan, Assiniboia y Athabasca. Posteriormente, en la década de 1890, el gobierno canadiense fusionaría Athabasca y una pequeña parte de Assiniboia con Alberta y lo restante del distrito de Assiniboia con el distrito de Saskatchewan. En 1883, la Canadian Pacific Railway, una vía ferroviaria que estaba entonces construyéndose, de Montreal a Vancouver, llegó a Calgary. Entonces, la población blanca de Alberta era de 500 habitantes, la mayoría ganaderos. A partir de entonces, gracias al ferrocarril, miles de inmigrantes y personas de otras partes del país se instalaron en la región, bajo la promesa del gobierno canadiense de ofrecer tierras a quienes quisieran instalarse en la región.
El 1 de septiembre de 1905, fue fundada la provincia como tal.

### Desde 1905

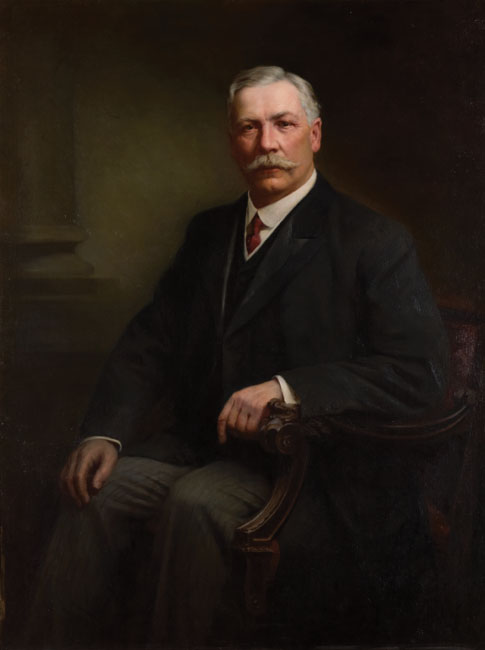
Alexander Rutherford, primer Premier de Alberta.

A lo largo de las primeras décadas del siglo XX, miles de personas continuaron instalándose en Alberta, atraídas por la promesa de tierras gratis para cultivar. La economía de la provincia, hasta el fin de la Primera Guerra Mundial, dependía marcadamente de la agricultura. El descubrimiento de reservas de petróleo en 1914 y la entrada de Canadá en la guerra en poco tiempo industrializaron y diversificaron la economía de la provincia.
Tras el fin de la guerra, entró en una gran depresión económica. Los bajos precios cobrados por los bienes producidos por las granjas y grandes periodos de sequía destruyeron la economía agropecuaria de la provincia entre 1918 y 1921. En este año, la mayoría de la población de la provincia votó a los representantes de un partido político recién fundado, y prácticamente desconocido, la United Farmers of Alberta, de tendencias conservadoras. Hasta entonces, la provincia estaba gobernada por el Partido Liberal de Alberta. Desde 1921, todos los gobernadores de Alberta serían líderes de partidos políticos conservadores. La United Farmers of Alberta instituiría escuelas públicas a lo largo de la provincia y construiría diversas carreteras y vías ferroviarias.
Su economía pasó a recuperarse a partir de 1922. Sin embargo, la provincia entraría nuevamente en recesión, mucho mayor que la ocurrida en 1920, con el inicio de la Gran Depresión, en 1929. Grandes periodos de sequía se extendieron a lo largo de los años 1930 y grandes plagas de saltamontes devoraron mucho de lo que los agricultores de la época conseguían cultivar. Los pocos agricultores que conseguían cultivar con éxito alguna cosecha tenían que cobrar precios increíblemente bajos. Como consecuencia, la gran mayoría de los granjeros se endeudaron. Muchos huyeron del campo en dirección a las ciudades, que también fueron alcanzadas por la depresión, con la suspensión de pagos de tiendas y empresas, y altas tasas de desempleo. En 1934, nuevamente la población de Alberta votaría a los representantes de un partido político fundado recientemente, y casi desconocido, la Social Credit. Su líder William Aberhert, se hizo gobernador de Alberta en 1935. Había prometido a la población resolver los problemas de la Depresión, pero las pocas medidas que Aberhert tomó en intentar solucionar los problemas de la Depresión fueron anuladas por el Parlamento de Canadá, que juzgó que tales medidas eran inconstitucionales.
Los efectos de la Gran Depresión se extenderían hasta 1939, cuando Canadá entró en la Segunda Guerra Mundial. A partir de entonces, la economía de Alberta prosperaría. Las ciudades de Calgary y Edmonton se industrializaron, atrayendo a miles de personas. Los periodos de lluvia regulares volverían en 1938, permitiendo a los agricultores el cultivo de grandes cantidades de alimentos. Armas, abastecimientos y muchos alimentos eran enviados a Montreal y de allí al Reino Unido.
En 1947, se descubrieron grandes reservas de petróleo en Leduc, una pequeña ciudad próxima a Edmonton. La provincia, desde entonces, se industrializó rápidamente. En 1954, la industria manufacturera había superado a la agricultura como la mayor fuente de renta de Alberta. Miles de personas, muchas de ellas inmigrantes, se instalaron en la provincia. Los royalties que el gobierno de Alberta recibía por la extracción de petróleo en la provincia permitieron la construcción de carreteras, hospitales, escuelas y mejoras en diversos servicios públicos. La provincia se urbanizó rápidamente. En 1945, solo un 25 % de la población de Alberta vivían en las dos mayores ciudades de la provincia, Calgary o Edmonton. En 1966, este porcentaje había subido a un 50 %, y actualmente este porcentaje es de aproximadamente un 70 %.
Durante las décadas de 1960 y 1970, se encontraron en la provincia extensas reservas de gas natural y petróleo. Hasta la década de 1950, Alberta también era una gran productora de carbón, pero el uso cada vez menor del carbón como combustible en América del Norte disminuyó gradualmente la producción anual de carbón en Alberta. Esta producción se estabilizó solo en 1967, cuando Japón pasó a importar carbón de Estados Unidos y de Canadá.
Además, se descubrieron grandes reservas de betún en la década de 1960 —actualmente, la provincia posee las mayores reservas de este recurso natural del mundo, más que todas las demás reservas de betún del mundo juntas—. Se construyeron dos centros de procesamiento y un grupo de fábricas y refinerías para extraer combustible de estas reservas de betún, la primera de ellas en 1967 y la segunda en 1978.
A partir de la década de 1970, la economía de Alberta pasó a diversificarse. Calgary se convirtió en el mayor centro financiero del oeste canadiense, y el turismo pasó a ganar una creciente importancia en la economía de la provincia. En 1988, Calgary acogió los Juegos Olímpicos de Invierno. Recientemente, en 2001, la provincia aprobó que las empresas privadas entraran en el mercado de producción y distribución de electricidad. Hasta entonces, solo las empresas provinciales podían generar y distribuir electricidad en la provincia. La falta de reglamentación de este mercado ha causado mayores aumentos en los precios de la electricidad generada en Alberta los últimos años, en comparación con los años donde la generación y distribución de electricidad era responsabilidad única del gobierno de la provincia.

## Política y Gobierno

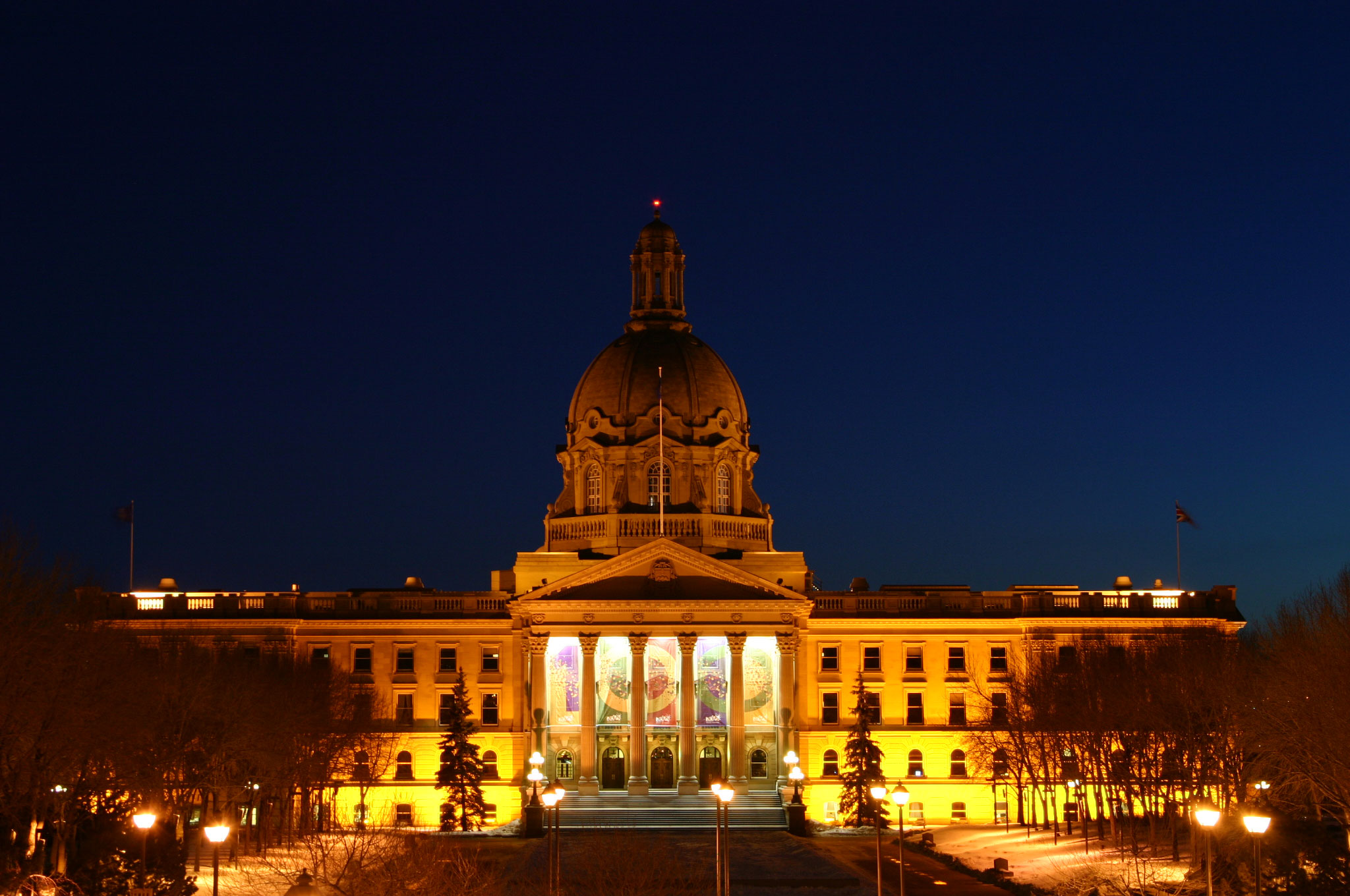
Vista del edificio de la Legislatura de Alberta, en Edmonton, la capital política de Alberta.

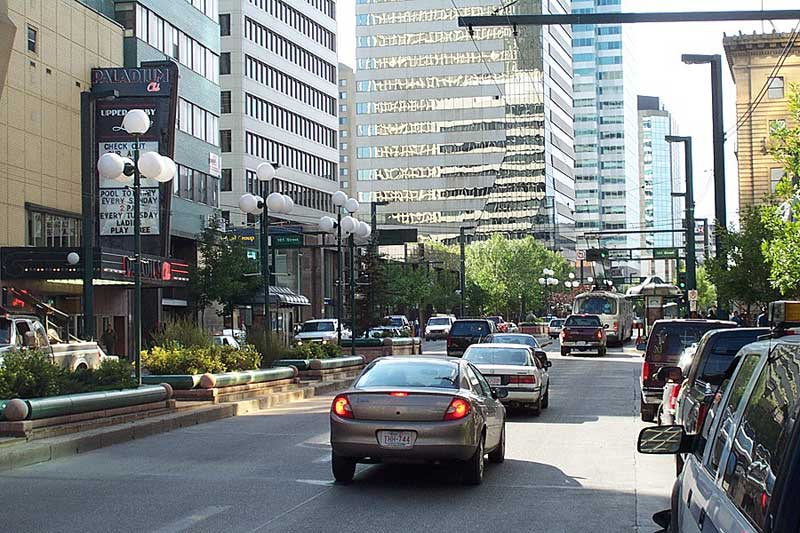
Jasper Avenue, centro de las oficinas principales

El gobierno de la provincia responde al esquema de una monarquía parlamentaria. El jefe del estado es el monarca del Reino Unido Carlos III, pero, dado que vive en Londres, el Lieutenant Governor toma su lugar en todas sus responsabilidades. El jefe del gobierno, en la práctica, y también el mayor oficial del Poder Ejecutivo de la provincia es el Premier, o primer ministro, la persona que lidera el partido político con más escaños en la Asamblea Legislativa. El Premier de Alberta preside un Consejo Ejecutivo, que es el Gabinete de la provincia. El gabinete está formado por cerca de 25 ministros, que administran diferentes departamentos (economía, educación, etc.). Tanto el Premier como los miembros del gabinete renuncian si pierden el soporte de la mayoría de los miembros del poder legislativo de Alberta.
El Poder Legislativo de Alberta es la Asamblea Legislativa, que está compuesta por 83 miembros. Alberta está dividida en 83 distritos electorales diferentes. La población de cada uno de estos distritos elige un miembro que actuará como representante del distrito en la Asamblea, para mandatos de hasta cinco años de duración. Si el Teniente Gobernador disuelve la Asamblea antes de estos cinco años, a petición del primer ministro, todos necesitan presentarse a las elecciones nuevamente. No hay límite en cuanto a la duración de los mandatos de una misma persona.
El más alto Tribunal del Poder Judicial de Alberta es la Court of Appeal of Alberta. Está compuesta de un juez-jefe (Chief Justice) y de otros 12 jueces. La Court of Queens's Bench of Alberta es la segunda mayor corte de la provincia, y está compuesta por 61 jueces diferentes. La Provincial Court of Alberta es la tercera mayor corte de la provincia, y está compuesta por 109 jueces. Todos los jueces de la Court of Appeal y de la Court of Queen's Bench son escogidos por el primer ministro de Alberta y aprobados simbólicamente por el Teniente Gobernador. Los jueces ejercen sus funciones hasta los 75 años de edad.
Alberta está dividido en 64 municipalidades rurales, 15 ciudades principales, 110 ciudades secundarias y 157 villas. Las ciudades son gobernadas por un alcalde y por un consejo de siete miembros, elegido por la población para mandatos de hasta tres años de duración. En las villas, los electores eligen tres o cinco miembros para mandatos de hasta tres años de duración. Todos los años, uno de los miembros del consejo es escogido por los miembros de cada consejo para ser alcalde de la villa. El sistema de gobierno de las 64 municipalidades rurales es semejante al sistema de gobierno de las villas.
Los impuestos son responsables de cerca del 92% del presupuesto del gobierno de Alberta. El resto proviene de presupuestos recibidos del gobierno federal y de préstamos. Alberta es la única provincia canadiense que no posee impuesto sobre la renta, gracias a los royalties que recibe por la extracción de petróleo, gas natural y otros recursos naturales.
La política de la provincia se caracteriza por ser mucho más conservadora que en el resto de las provincias canadienses. Alberta ha tenido tradicionalmente tres grupos políticos: los conservadores progresistas (conservadores o tories), los liberales de centro (el Partido Liberal dominó la provincia entre 1905 y 1921) y los socialdemócratas (NDP). Los bajos precios del trigo hicieron con que la población eligiera al United Farmers of Alberta en 1921, que permanecieron en el poder hasta 1935. Con la Gran Depresión de la década de 1930, el Partido de Crédito Social subió al poder en 1935, controlando el gobierno de la provincia hasta 1971. Desde entonces, los conservadores progresistas han ocupado el gobierno provincial.
El Partido Progresista Conservador (actual Partido Conservador de Canadá) domina políticamente la provincia desde 1971. Alberta es actualmente el mayor electorado del Partido Conservador. Los 28 escaños a los que la provincia tiene derecho en la Cámara de los Comunes de Canadá son actualmente ocupadas por conservadores. Uno de ellos, Stephen Harper, quien fue primer ministro de Canadá, nació en Calgary.

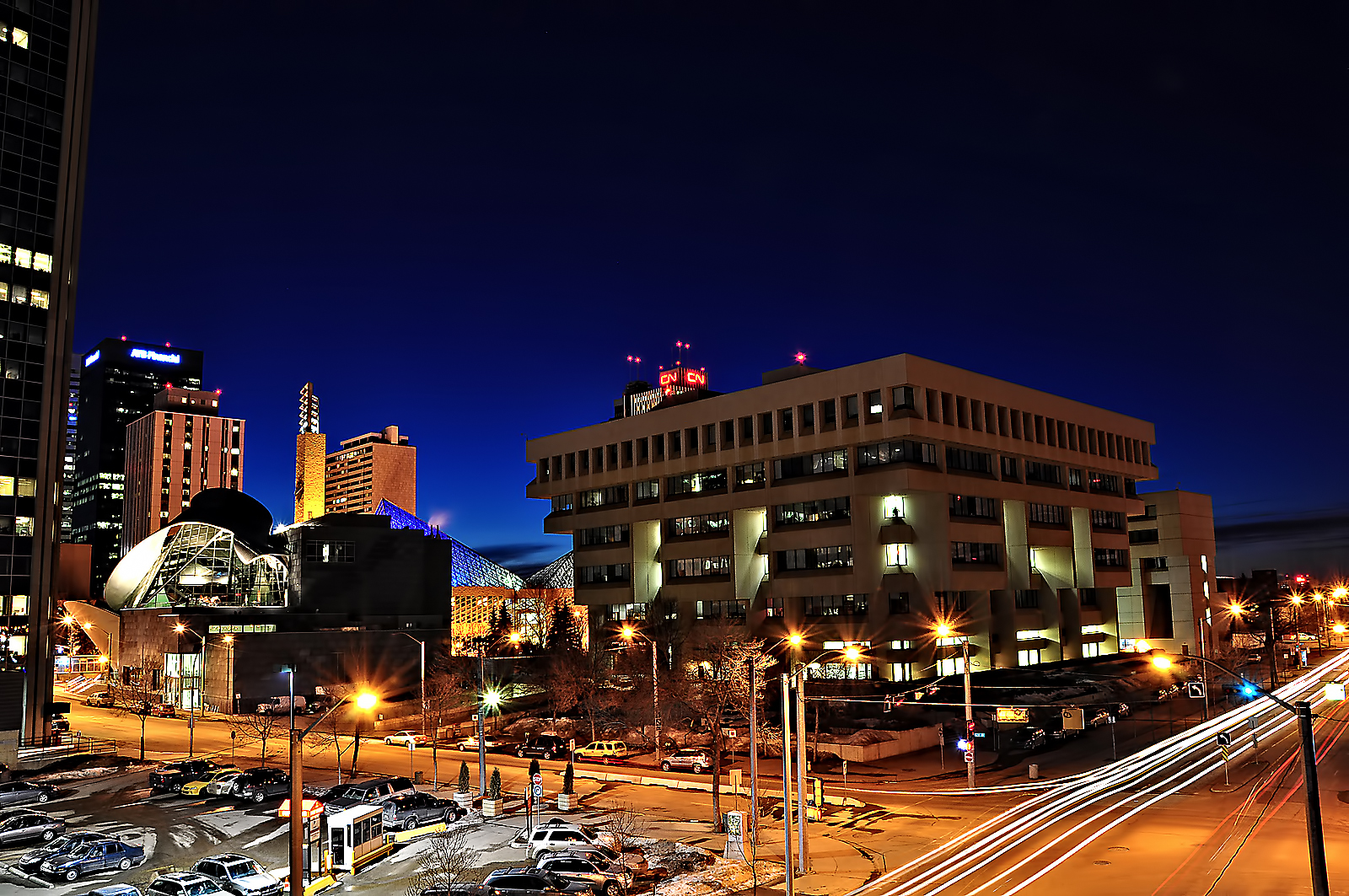
Edificio judicial en Edmonton

### Justicia
El Tribunal de Apelación de Alberta (frecuentemente conocido como Tribunal de Apelación de Alberta o ABCA) es un tribunal de apelación canadiense que actúa como máximo tribunal de apelación en la jurisdicción de Alberta, subordinado al Tribunal Supremo de Canadá.
Este tribunal es el más alto de Alberta (Canadá). Conoce de los recursos interpuestos por el Tribunal del Rey de Alberta, el Tribunal Provincial de Alberta y las juntas y tribunales administrativos, así como de las referencias del Vicegobernador en Consejo (esencialmente el Gabinete de Alberta). Algunos recursos administrativos pueden eludir el Tribunal de King's Bench, por lo general las órdenes dictadas por las juntas de disciplina profesional en virtud de la Ley de la Profesión Médica, la Ley de la Profesión Jurídica, pero también en virtud de la Ley de Conservación de Recursos Energéticos.
Las apelaciones del Tribunal de Apelación se presentan ante el Tribunal Supremo de Canadá, el tribunal de última instancia de Canadá. Salvo en determinados asuntos penales, los recursos ante el Tribunal Supremo de Canadá sólo se conocen con autorización de dicho tribunal. Dado que el Tribunal Supremo deniega la autorización en la mayoría de los casos, el Tribunal de Apelación es el tribunal final para la mayoría de los asuntos originados en Alberta.

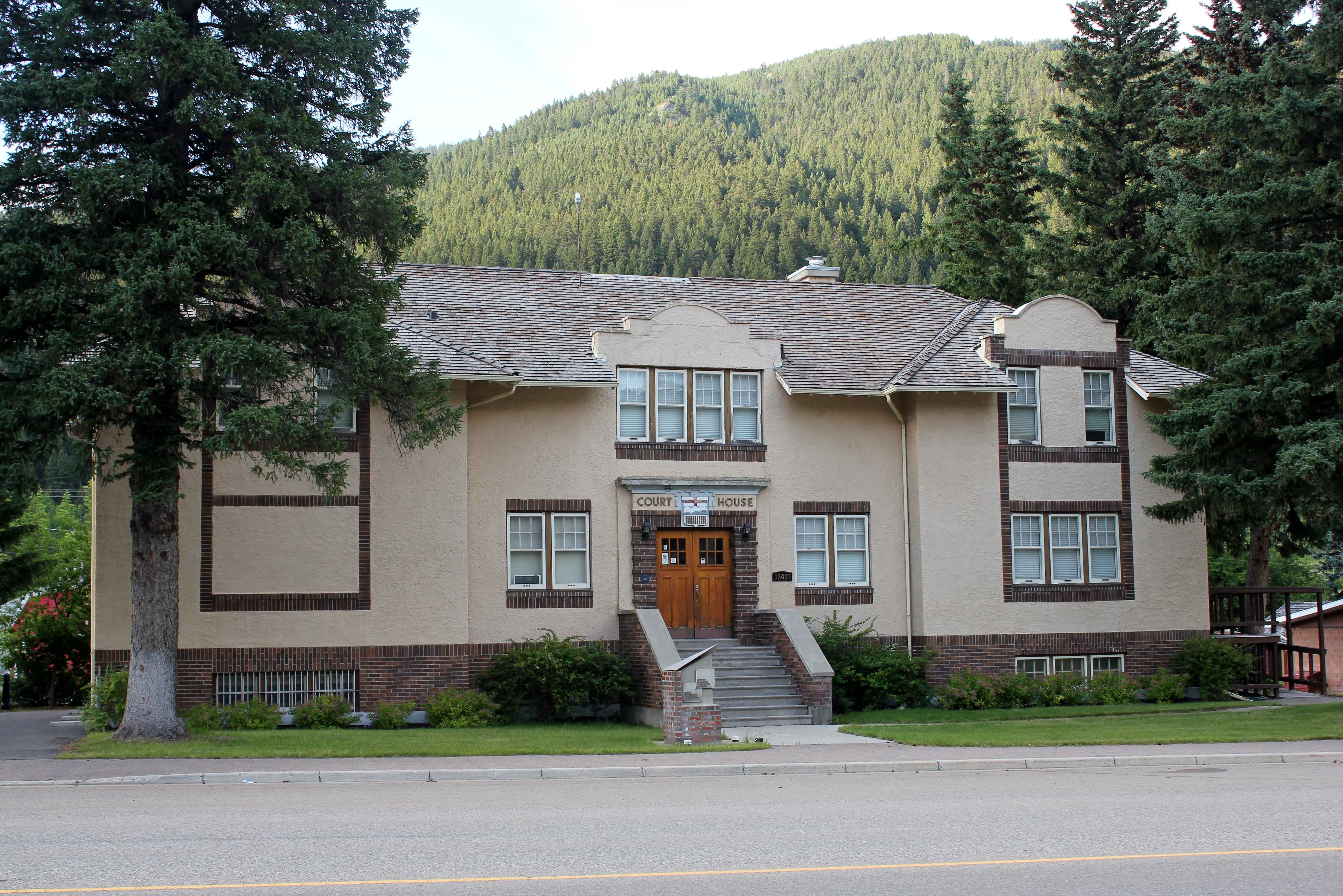
Tribunal de Blairmore

A diferencia del Court of King's Bench, el Tribunal de Apelación no tiene jurisdicción inherente y, por lo tanto, requiere una ley que le otorgue la facultad de conocer de un asunto antes de que se convoque una sala. Como tribunal de una provincia, es administrado por el gobierno provincial. Las vistas se celebran exclusivamente en el Palacio de Justicia de Edmonton y en el Centro Judicial de Calgary. A diferencia de otras provincias (excepto Terranova y Labrador y Ontario), el Tribunal de Apelación de Alberta luce un escudo de armas diferente al de sus tribunales inferiores: el escudo de armas de Canadá.
El tribunal tiene su origen en el antiguo Tribunal Supremo de los Territorios del Noroeste, que fue sustituido por el Tribunal Supremo de Alberta en 1907 (poco después de que Alberta se convirtiera en provincia en 1905). El nuevo Tribunal Supremo de Alberta comprendía una sala de primera instancia y una sala de apelación (esencialmente, jueces hermanos del Tribunal Supremo reunidos en pleno con un cuórum de tres).
El segundo presidente del Tribunal Supremo de Alberta, Horace Harvey, apoyó la creación de un tribunal de apelación independiente destinado únicamente a conocer de las apelaciones. La Ley de la Judicatura promulgó estos cambios en 1919, y fue proclamado en 1921. No fue hasta 1979 que el tribunal cambió su nombre por el de «Tribunal de Apelación de Alberta» a través de la Ley del Tribunal de Apelación, al mismo tiempo que la División de Primera Instancia del Tribunal Supremo y el Tribunal de distrito fueron amalgamados y renombrados como «Tribunal de Queen's Bench de Alberta».

Hay 14 cargos oficiales en el tribunal incluido el presidente del Tribunal Supremo de Alberta, que es el más alto funcionario judicial de la provincia. En cualquier momento puede haber varios jueces adicionales que también se sientan como jueces supernumerarios. Como un tribunal de la Sección 96, los jueces son nombrados por el gobierno federal y pueden ocupar el cargo hasta la edad de 75 años. Algunos de los jueces han elegido el estatus de supernumerarios (a tiempo parcial o semirretirados). Ocasionalmente, los jueces del Tribunal de Primera Instancia de Alberta intervienen en apelaciones. Esto se hace a petición de un juez del Tribunal de Apelación. Cuando esto ocurre, estos jueces actúan de oficio, pero tienen las mismas competencias y obligaciones que los demás jueces del Tribunal de Apelación.

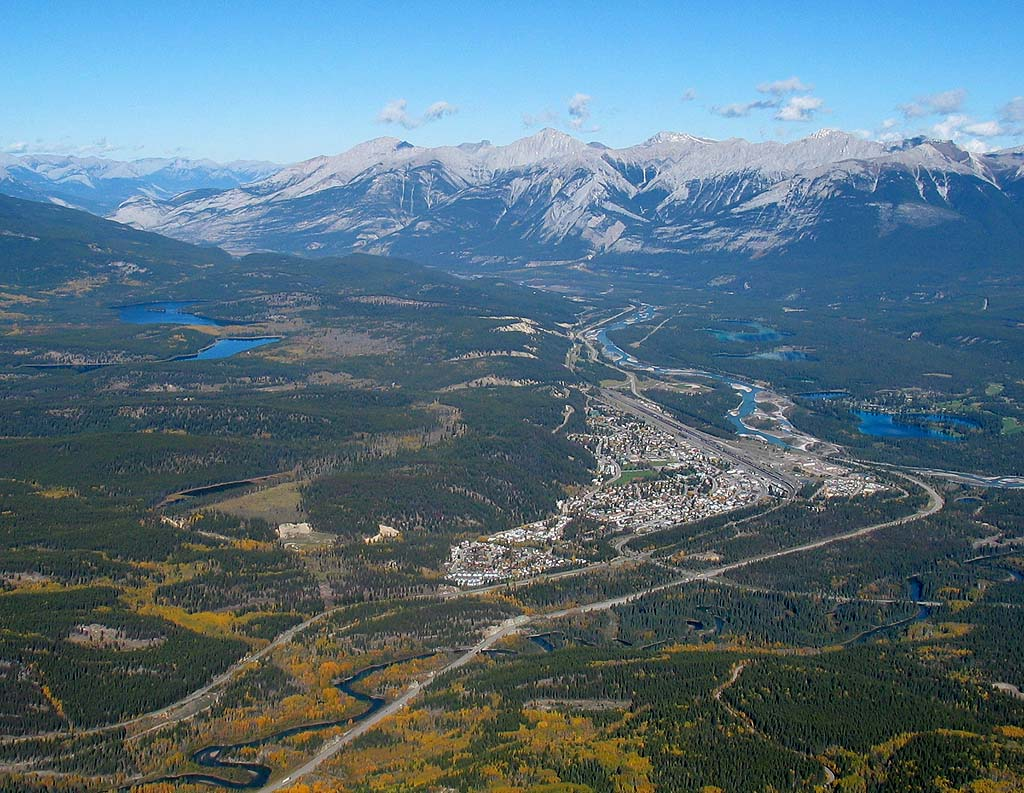
Jasper y las Montañas Rocosas.

La mayoría de los asuntos son vistos por un panel de tres jueces, aunque el presidente del tribunal puede convocar a un panel mayor en circunstancias excepcionales. Un único magistrado preside los asuntos que se ventilan en sala, por lo general asuntos interlocutorios o solicitudes de autorización para apelar.

## Geografía
La geografía de Alberta es muy diversa. Limita al norte con los Territorios del Noroeste, al este con Saskatchewan, al oeste con la Columbia Británica y al sur con el estado americano de Montana. Alberta presenta en su mayoría una forma rectangular, con excepción de la región suroeste.

Alberta posee varios ríos y lagos, especialmente en el norte de la provincia. La provincia posee varios lagos con menos de 260 km², y tres grandes lagos. Estos tres lagos son el lago Athabasca, con 7898 km², el lago Claire, con 1436 km², y el Pequeño Lago de los Esclavos, con 1168 kilómetros cuadrados (451 mi²). Cerca de dos tercios del lago Athabasca están localizados en Alberta, el resto está situado en Saskatchewan.

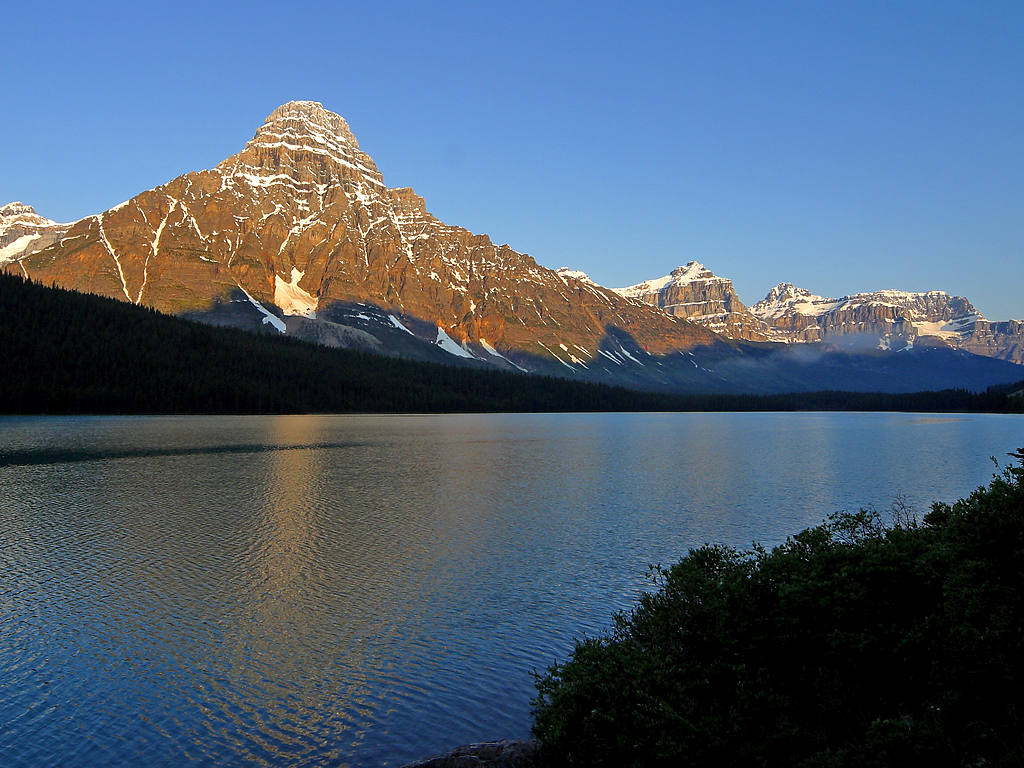
Parque nacional Banff

Los bosques cubren más de la mitad de Alberta. La mayor parte de los bosques se localizan en el oeste y en el centro-norte de la provincia.

### Regiones geográficas
Alberta puede dividirse en cuatro regiones geográficas bien diferenciadas:
- Las Montañas Rocosas se localizan a lo largo del suroeste de Alberta, y forman una frontera natural entre Alberta y la Columbia Británica. La frontera irregular del suroeste de Alberta coincide con las Montañas Rocosas. Las Montañas Rocosas destacan por sus elevadas altitudes, con varios picos que llegan a los 2000 metros o más. Es en esta región donde se localiza el punto más alto de la provincia, el Mount Columbia, con 3747 metros de altitud. Las bellezas naturales de la cordillera atraen a millones de turistas durante todo el año. Calgary se sitúa a los pies de las Montañas Rocosas, a más de mil metros de altitud.

- Las Llanuras de Alberta se extienden por casi toda la provincia, cubriendo aproximadamente un 70% de ella. A pesar de su nombre, se caracterizan por su altitud elevada, de 600 metros o más. Además de eso, el relieve de la región es poco accidentado. Muchas zonas del norte de esta región están cubiertas por bosques, mientras que el sur está principalmente cubierto de pastos.

- Las Llanuras de Saskatchewan ocupan una pequeña área próxima al nordeste de Alberta. Se caracterizan por su altitud relativamente baja, entre 600 y 300 metros. La región también se caracteriza por sus bosques, que cubren la mayor parte de la región.

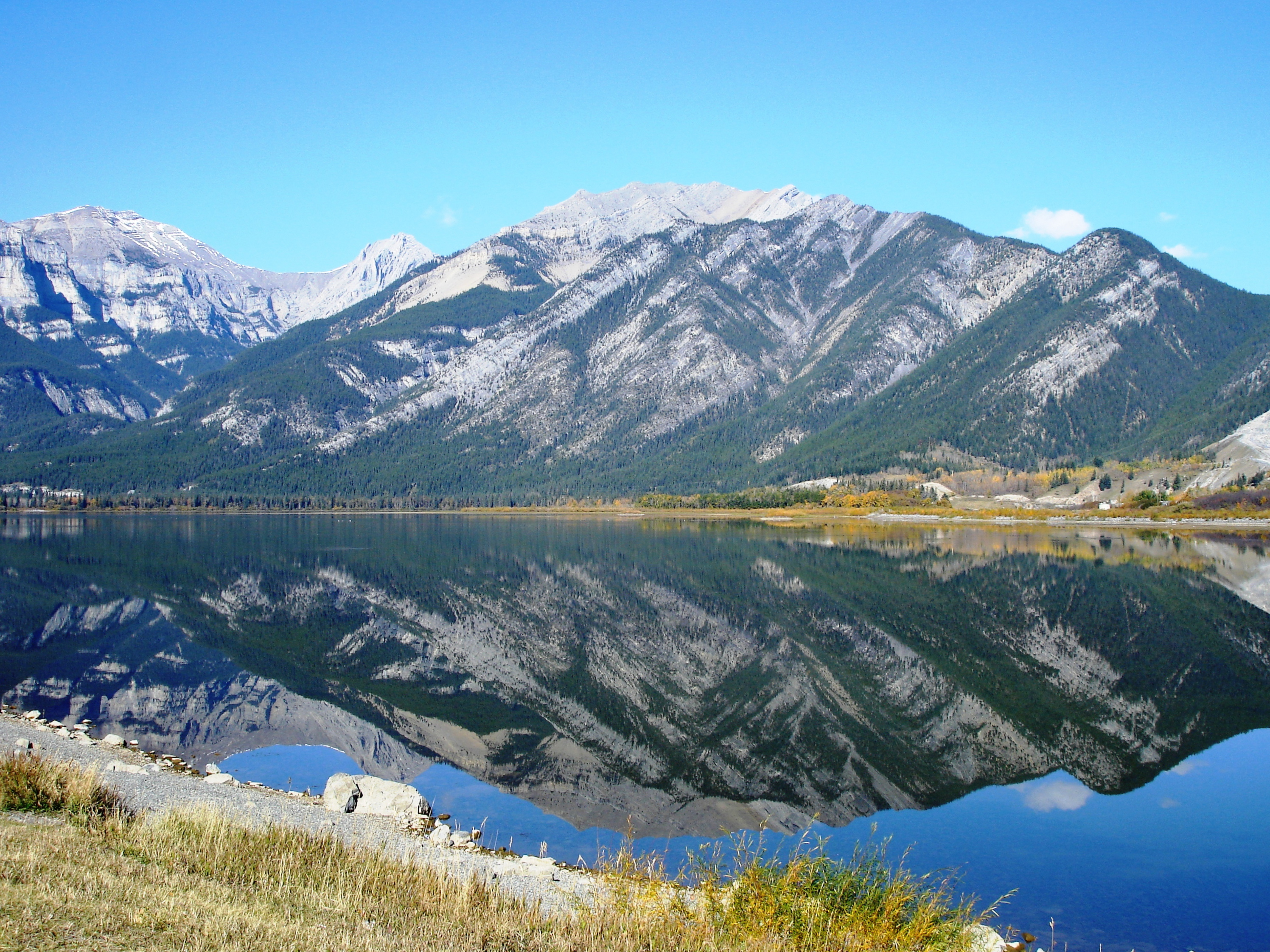
Lac des Arcs (Lago de los Arcos) Alberta

- Lac des Arcs (Lago de los Arcos) AlbertaEl Escudo Canadiense ocupa el extremo nordeste de Alberta. Posee las altitudes más bajas de Alberta, con menos de 350 metros de altitud. El punto más bajo de la provincia está situado aquí (únicamente 170 metros de altitud). Se caracteriza por su suelo rocoso, muy antiguo, y por su terreno accidentado.

### Hidrografía

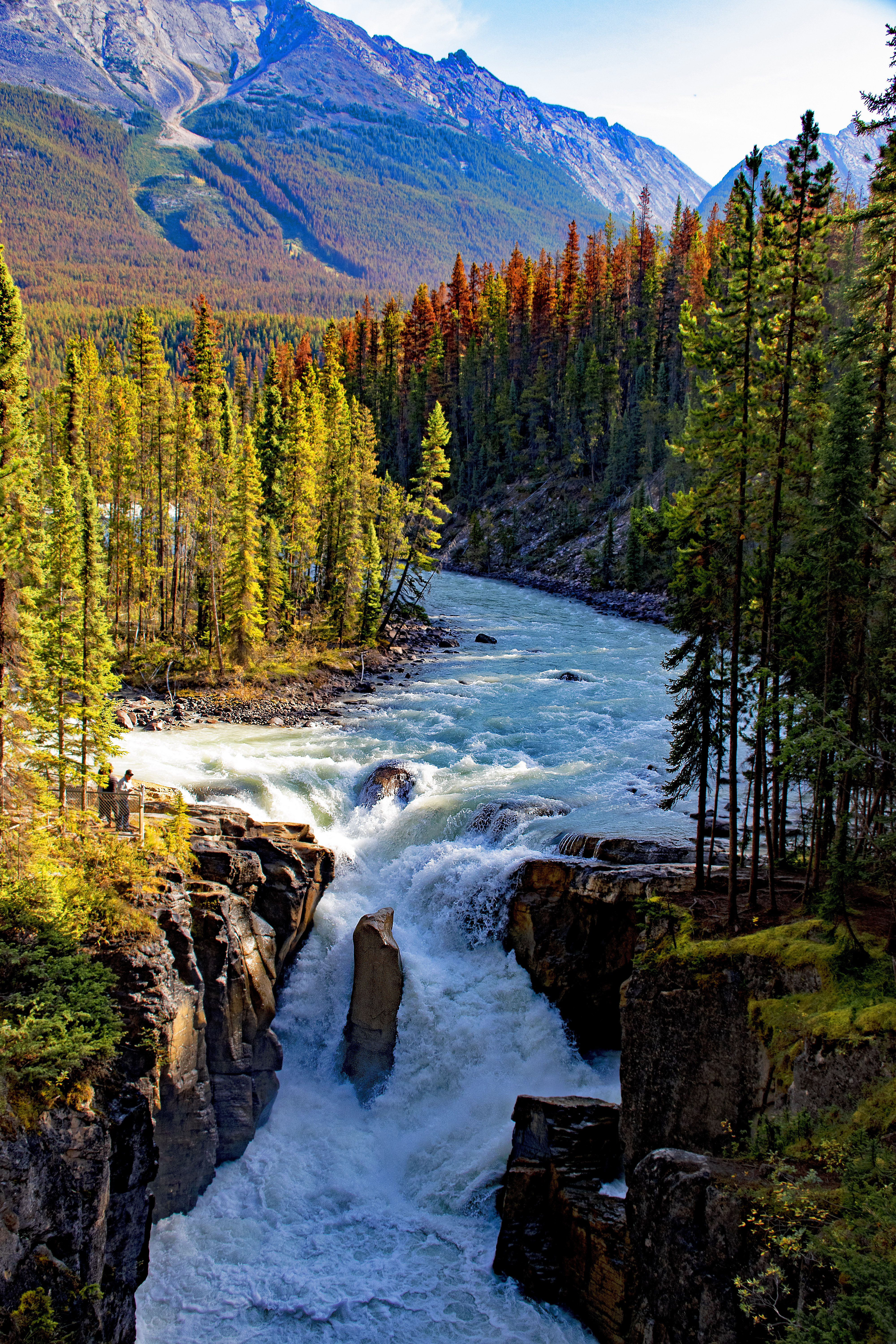
Cataratas Bow

A excepción de la parte meridional, la provincia de Alberta está bien regada. En los numerosos valles de la declividad de Alberta de las Montañas Rocosas, entre la línea fronteriza internacional y los 52° de latitud norte, nacen torrentes que se unen para formar el río Oldman y, más al norte, el río Bow. Hacia el este, estos dos ríos se unen en torno al paralelo 112° oeste y fluyen bajo el nombre de río Saskatchewan del Sur. Al norte de los 52° de latitud norte, muchos arroyos pequeños se unen para formar el río Red Deer, que fluye hacia el sureste y se une al South Saskatchewan cerca de los 110° de longitud oeste. Entre los 52° y 53° norte nace el gran río, el North Saskatchewan River. Recibe un afluente meridional, el río Battle, que se une a él hacia los 108° oeste. Siguiendo su curso hacia el este, los ríos Saskatchewan del Norte y Saskatchewan del Sur se unen en el río Saskatchewan (en griego: kisiskāciwani-sīpiy, «río de corriente rápida»), que desemboca en el lago Winnipeg y, a través del río Nelson, en la bahía de Hudson. Es uno de los ríos más caudalosos del continente.
En el monte Athabasca se produce un hecho insólito: el agua fluye hacia el océano Pacífico, en la vertiente occidental, hacia el océano Ártico, en el noreste, y hacia la bahía de Hudson, en el sureste.
En la parte norte de la provincia, entre los 53° y 54° norte, todas las aguas de Alberta fluyen hacia el océano Ártico. Partiendo del monte Athabasca, el río Athabasca corre hacia el norte y desemboca en el lago Athabasca cerca de los 58° norte. Al norte de los 56° norte fluye a través y desde las Montañas Rocosas como río Peace. Tras descender hacia el noreste hasta pocos kilómetros del lago Athabasca, se encuentra con un torrente que emerge de dicho lago. El río unido que baja las aguas de la vertiente del Athabasca se llama río Slave, que, pasando por el Gran Lago de los Esclavos, emerge como el gran río Mackenzie, que desemboca en el océano Ártico. Alberta da así origen a los dos grandes ríos, el Saskatchewan y el Mackenzie.

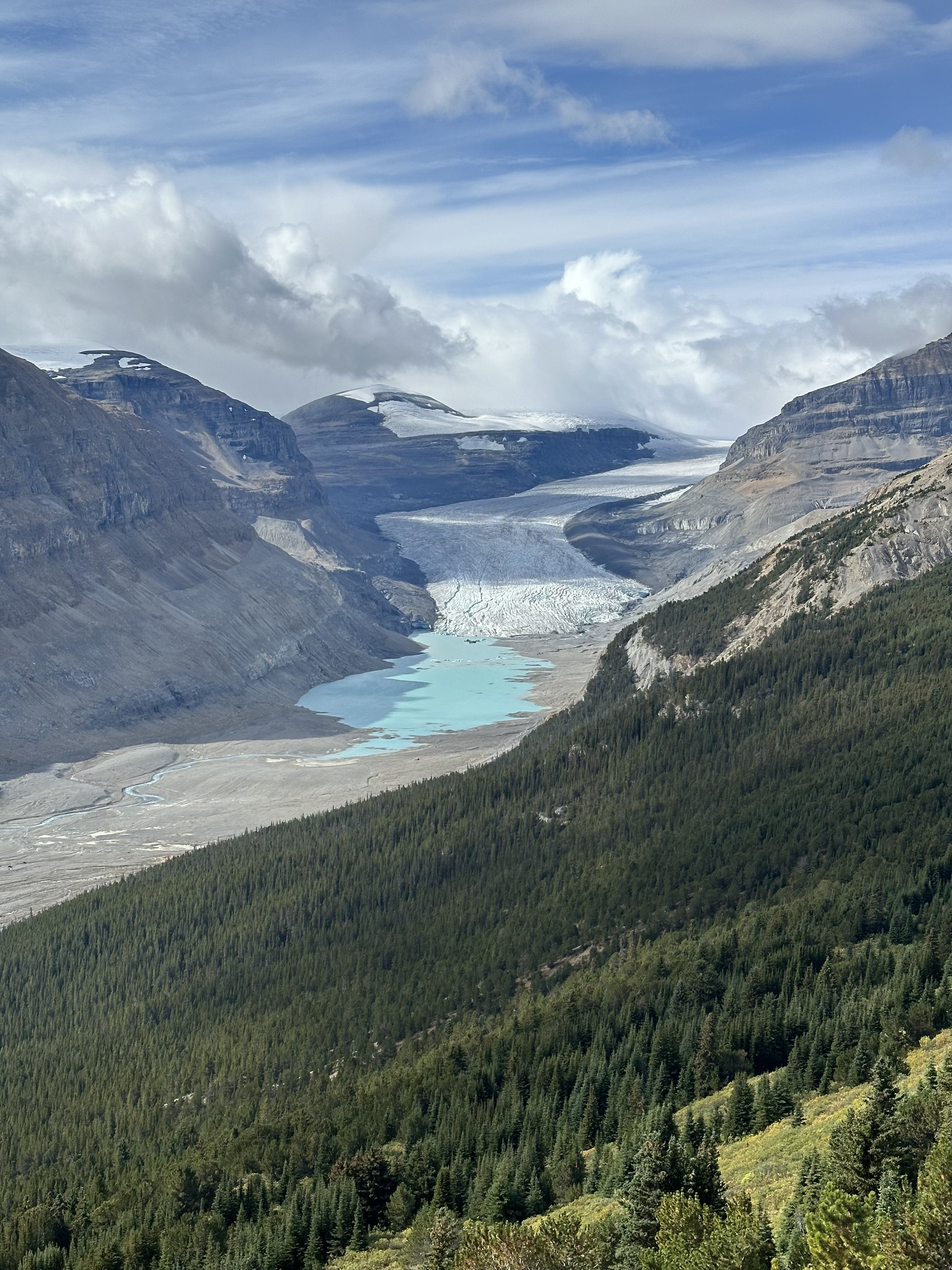
El Glaciar Saskatchewan en Alberta

En Alberta hay varios lagos de agua dulce, o salobre en algunos casos, de menos de 260 km² de extensión cada uno. Se trata del lago Athabasca, de 7898 km² de extensión, cuya mayor parte se encuentra en Saskatchewan, y del lago Lesser Slave, de 1168 km².

### Clima
Alberta tiene un clima templado, con veranos cálidos e inviernos fríos. La temperatura media disminuye a la medida que aumenta la latitud. El norte de Alberta posee veranos significativamente más cortos y suaves e inviernos más largos y rigurosos que en el sur de la provincia. La provincia es famosa por sus rigurosos inviernos; sin embargo, el tiempo en la región es altamente inestable, siendo la ciudad de Calgary famosa por esto, donde pueden producirse variaciones de temperatura de hasta 10 °C en un espacio de pocas horas, y repentinamente pueden producirse lluvias y tempestades de nieve, para después dar espacio a un día soleado.
Durante el invierno, la región norte de Alberta registra mínimas de entre -55 °C y -10 °C, y máximas de -40 °C y 5 °C. La temperatura media en la región es de -22 °C. La temperatura media invernal en Edmonton es de -16 °C, y de -9 °C en Calgary. La media de las mínimas en Edmonton es de -18 °C, y de -15 °C en Calgary, mientras que la media de las máximas es de -8 °C en Edmonton y de -3 °C en Calgary. Las temperaturas varían entre -55 °C y 18 °C en ambas ciudades. El extremo sur del Alberta tiene una temperatura media de -5 °C, con mínimas y máximas ligeramente más altas que las registradas en Calgary. La temperatura más baja jamás registrada en Alberta fue de -61 °C, en Fort Vermilion, el 11 de enero de 1911. La temperatura media invernal en Alberta es de -14 °C.

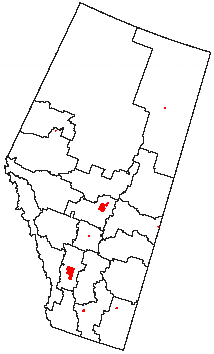
Mapa de Alberta. Las regiones en rojo son áreas urbanas, de las cuales las dos mayores son Calgary (al sur) y Edmonton (al norte).

Durante el verano, las temperaturas más altas se registran en el sudeste de Alberta. El suroeste, el centro-este y algunas áreas de la región central de la provincia poseen temperaturas más bajas a causa de su elevada altitud. Las temperaturas más bajas se registran en el suroeste. La temperatura media estival en las regiones de mayor altitud varía entre 10 °C y 12 °C. La temperatura media en Calgary y en Edmonton es semejante en verano (debido a la mayor altitud de Calgary), y es de 16 °C. Medicine Hat registra las mayores temperaturas medias anuales, de más de 20 °C en verano. Las mínimas varían entre -10 °C y 18 °C, y las máximas varían entre 6 °C y 35 °C en toda la provincia. La media de las mínimas en Edmonton y en Calgary es de 7 °C y de las máximas, de 23 °C. La temperatura más alta jamás registrada en Alberta fue de 42 °C, el 12 de julio de 1886. La temperatura media estival en Alberta es de 14 °C.
Las tasas medias de precipitación media anual de lluvia varía bastante de región en región. La mayor parte de la provincia posee un clima relativamente seco. El norte y el sudeste registran las menores tasas de precipitación anual de la provincia, de menos de 40 centímetros anuales. La precipitación media anual aumenta a medida en que aumenta la altitud de la región. Las mayores tasas de precipitación se dan en el suroeste de la provincia, donde pueden llegar hasta a 110 centímetros anuales. La precipitación media anual de nieve aumenta a la medida en que aumenta la latitud, siendo menos de 75 centímetros en el sur y de más de 180 centímetros en el norte de Alberta.

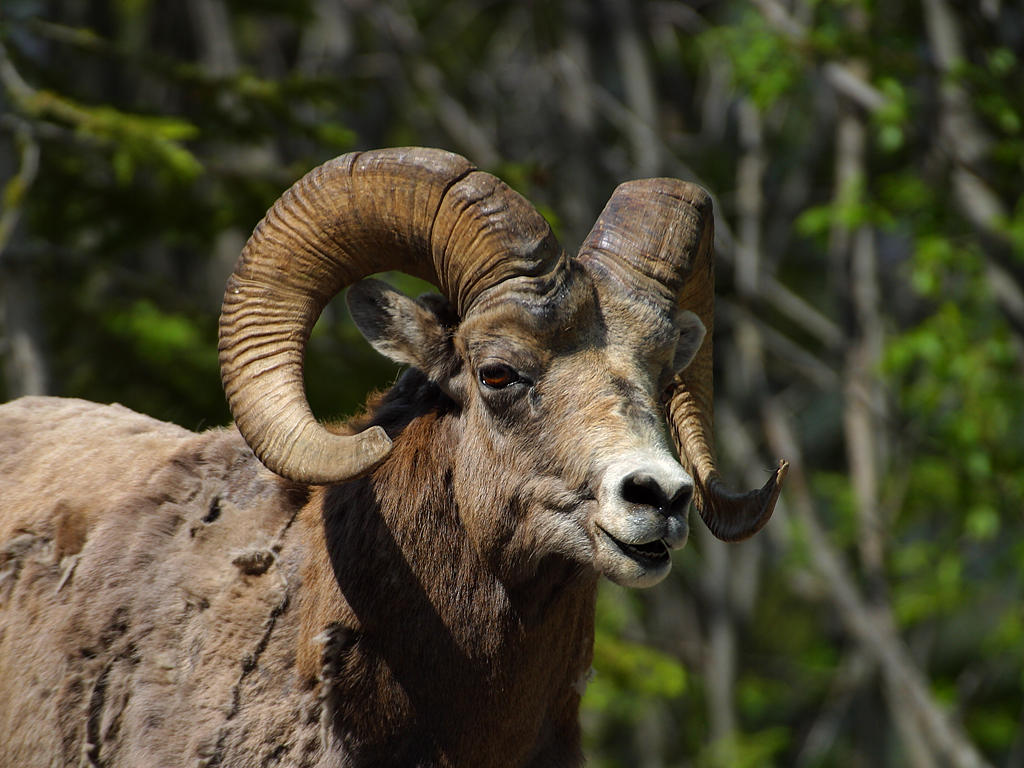
Muflón de las Rocosas.

| Calgary                       | Calgary | Calgary | Calgary | Calgary | Calgary | Calgary | Calgary | Calgary | Calgary | Calgary | Calgary | Calgary | Calgary |
| Mes                           | Ene     | Feb     | Mar     | Abr     | May     | Jun     | Jul     | Ago     | Sep     | Oct     | Nov     | Dic     | Año     |
| ----------------------------- | ------- | ------- | ------- | ------- | ------- | ------- | ------- | ------- | ------- | ------- | ------- | ------- | ------- |
| Temperatura máxima media (°C) | -2      | -1      | 6       | 12      | 16      | 20      | 22      | 21      | 17      | 12      | 2       | -1      | 12      |
| Temperatura mínima media (°C) | -12     | -11     | -6      | -1      | 3       | 8       | 10      | 9       | 5       | -1      | -7      | -11     | 3       |
| Precipitación media (cm)      | 1       | 1       | 2       | 2       | 5       | 8       | 6       | 5       | 4       | 1       | 1       | 1       | 42      |
| Fuente: Weatherbase           |         |         |         |         |         |         |         |         |         |         |         |         |         |

### Fauna y flora

#### Fauna
Las tres regiones climáticas (alpina, bosque, y pradera) de Alberta cobijan a muchas especies diferentes de animales. La pradera meridional y central es el hábitat principal del bisonte, proporcionándoles sus hierbas un excelente pasto y un buen lugar de reproducción. La población de bisontes se diezmó durante los principios de la colonización de la provincia, pero desde entonces la población parece haberse regenerado, prosperando en granjas y parques.
Alberta es también un importante hábitat para muchos grandes carnívoros. Entre ellos están el oso negro y el grizzly, que se pueden encontrar en ambientes montañosos y regiones boscosas. Los pequeños carnívoros, como cánidos y félidos, incluyen coyotes, lobos, zorros, linces rojos y linces canadienses.
Los herbívoros son muy comunes por toda la provincia. Podemos encontrar alces y ciervos en las regiones boscosas, y antílopes americanos en las praderas del sur de Alberta. El muflón de las Rocosas y las cabras de las Rocosas se hallan en las Montañas Rocosas. Los conejos, puercoespines, mofetas rayadas, ardillas, y muchas especies de roedores y reptiles habitan por toda la provincia. En Alberta vive solamente una variedad de serpiente venenosa, la cascabel de las praderas.
Las regiones de Alberta central y septentrional constituyen un lugar ideal para la nidificación de muchas aves migratorias. Un gran número de patos, ocas, cisnes, y pelícanos llegan a Alberta cada primavera y anidan en o cerca de una de los cientos de lagunas que salpican el norte de Alberta. 

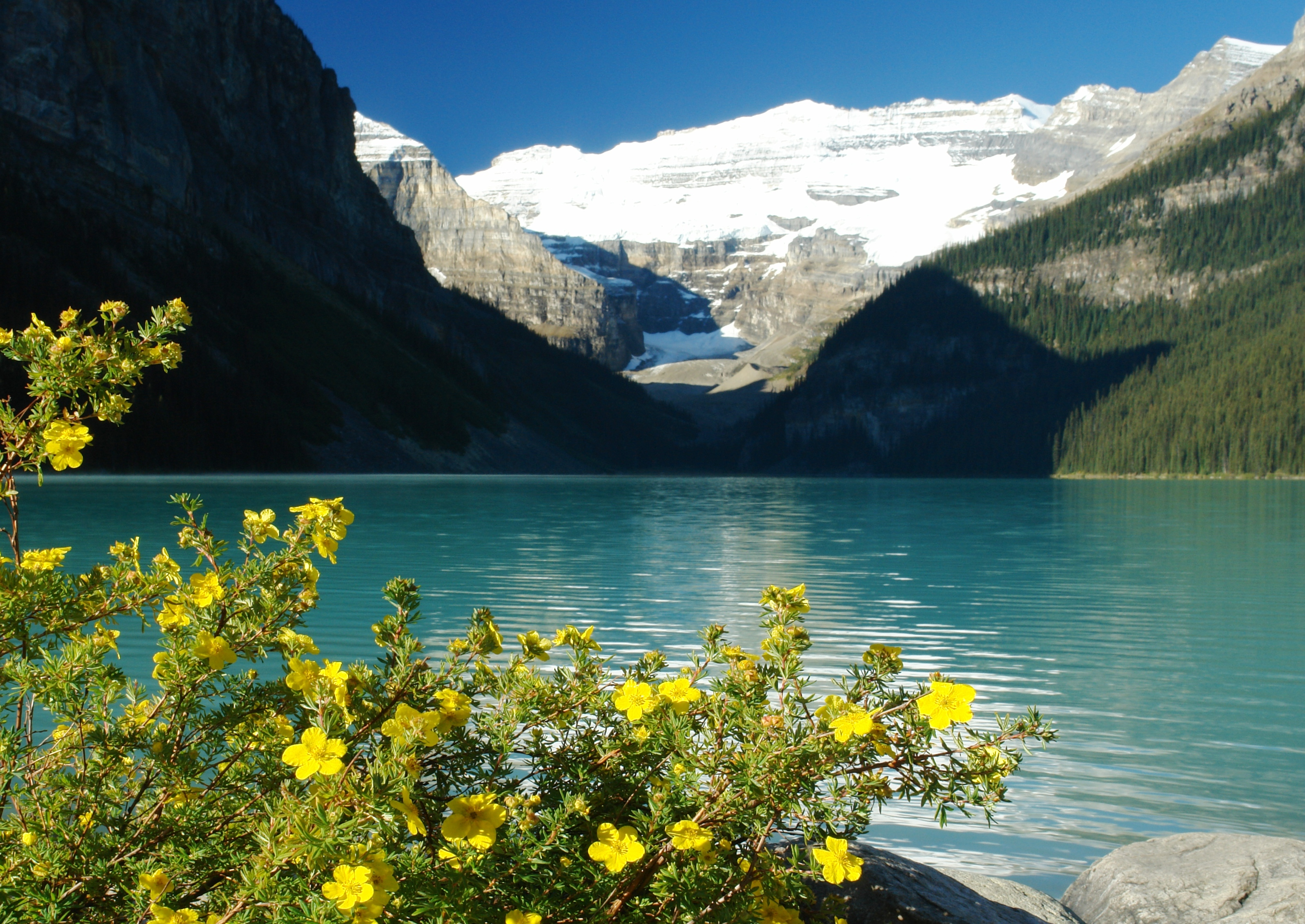
Arbustos Dasiphora fruticosa cerca del lago Louise en Alberta, Canadá

Existe un gran número de águilas, halcones, búhos y cuervos, así como una enorme variedad de pájaros granívoros e insectívoros. Alberta, como otras regiones templadas, abunda en insectos como mosquitos, moscas, avispas y abejas. Los ríos y los lagos están bien provistos de lucios, walleyes, farras, truchas de río, truchas arco iris, salvelinos americanos, o incluso esturiones. Pueden encontrarse tortugas en algunas masas de agua de la parte sur de la provincia. Las ranas y salamandras son solo algunos de los muchos anfibios que habitan en Alberta.

#### Flora
En el centro y el norte de Alberta, la llegada de la primavera está marcada por la floración temprana de la anémona azafrán de la pradera (Pulsatilla nuttalliana); se ha registrado que este miembro de la familia de los ranúnculos florece ya en marzo, aunque abril es el mes habitual para la población general. Otras plantas de la pradera conocidas por florecer temprano son la judía dorada (Thermopsis rhombifolia) y la rosa silvestre (Rosa acicularis).
Los miembros de la familia del girasol (Helianthus) florecen en la pradera en los meses de verano, entre julio y septiembre. Las partes sur y centro-este de Alberta están cubiertas de hierba de pradera corta, que se seca a medida que se alarga el verano, para ser sustituida por plantas perennes resistentes como la flor de la pradera (Ratibida), la fleabane y la salvia (Artemisia). El trébol de olor (Melilotus), tanto amarillo como blanco, se encuentra en el sur y el centro de la provincia.

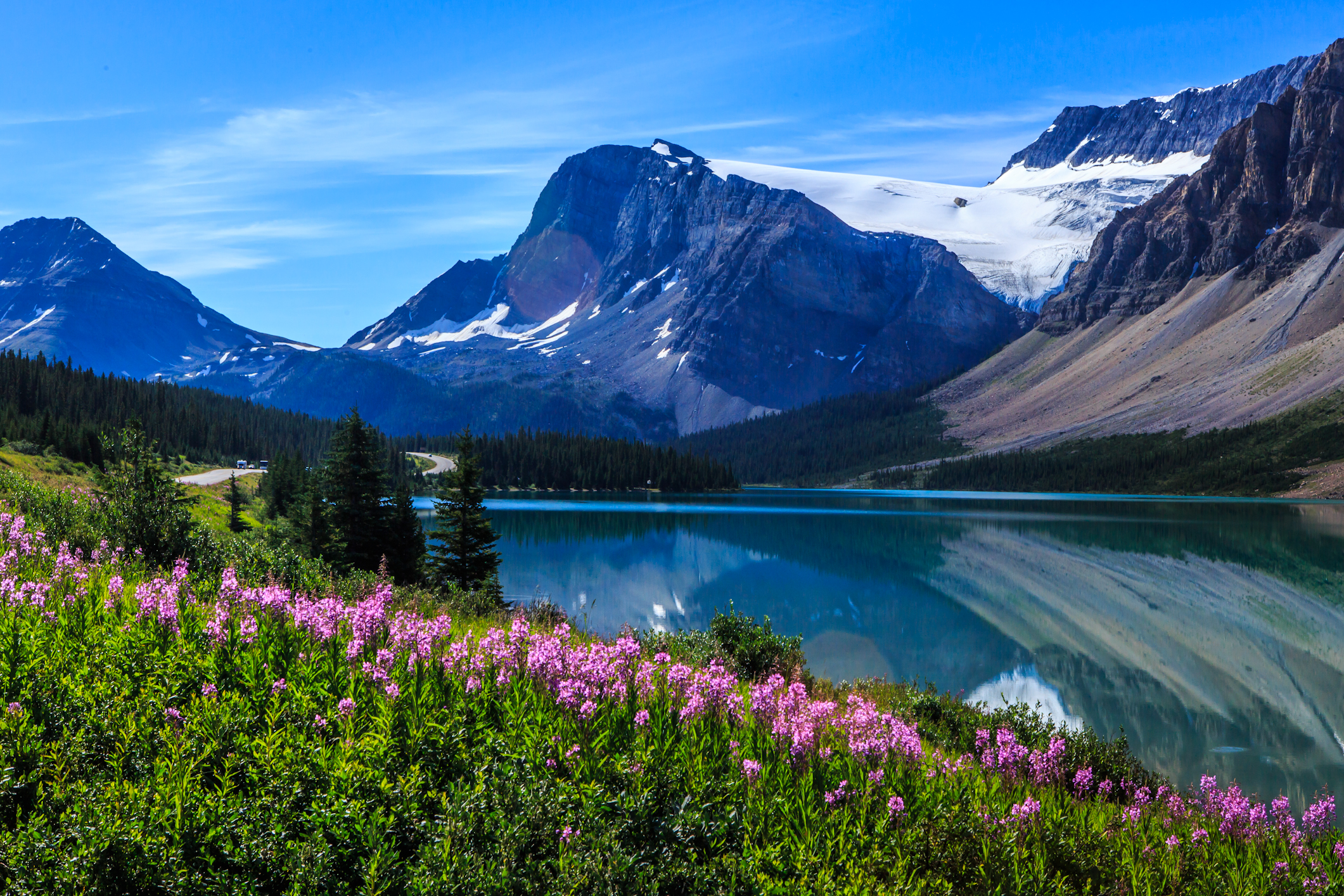
Matorrales cerca del Lago Bow y el Glaciar Crowfoot en Alberta

Los árboles de la región de los parques de la provincia crecen en grupos y cinturones en las laderas. La mayoría son de hoja caduca, como el álamo temblón, el chopo y el sauce. Muchas especies de sauces y otros arbustos crecen prácticamente en cualquier terreno. Al norte del río Saskatchewan Norte, los bosques de hoja perenne ocupan miles de kilómetros cuadrados. El álamo temblón, el álamo balsámico (Populus balsamifera) o, en algunas zonas, el álamo temblón (Populus deltoides) y el abedul de papel (Betula papyrifera) son las principales especies caducifolias de gran tamaño. Las coníferas son el pino piñonero (Pinus banksiana), el pino de las Montañas Rocosas, el pino carrasco (Pinus contorta), el abeto blanco y el abeto negro, y la conífera caducifolia tamarack (Larix laricina).

### Paleontología
Alberta posee una de las mayores diversidades y abundancias de fósiles de dinosaurios del Cretácico Superior de todo el mundo. Los taxones están representados por esqueletos fósiles completos, material aislado, restos de microvertebrados e incluso fosas comunes. En la provincia se han recogido al menos 38 especímenes tipo de dinosaurios. Las formaciones Foremost, Oldman y Dinosaur Park componen el grupo Judith River y son los estratos con dinosaurios más estudiados de Alberta.

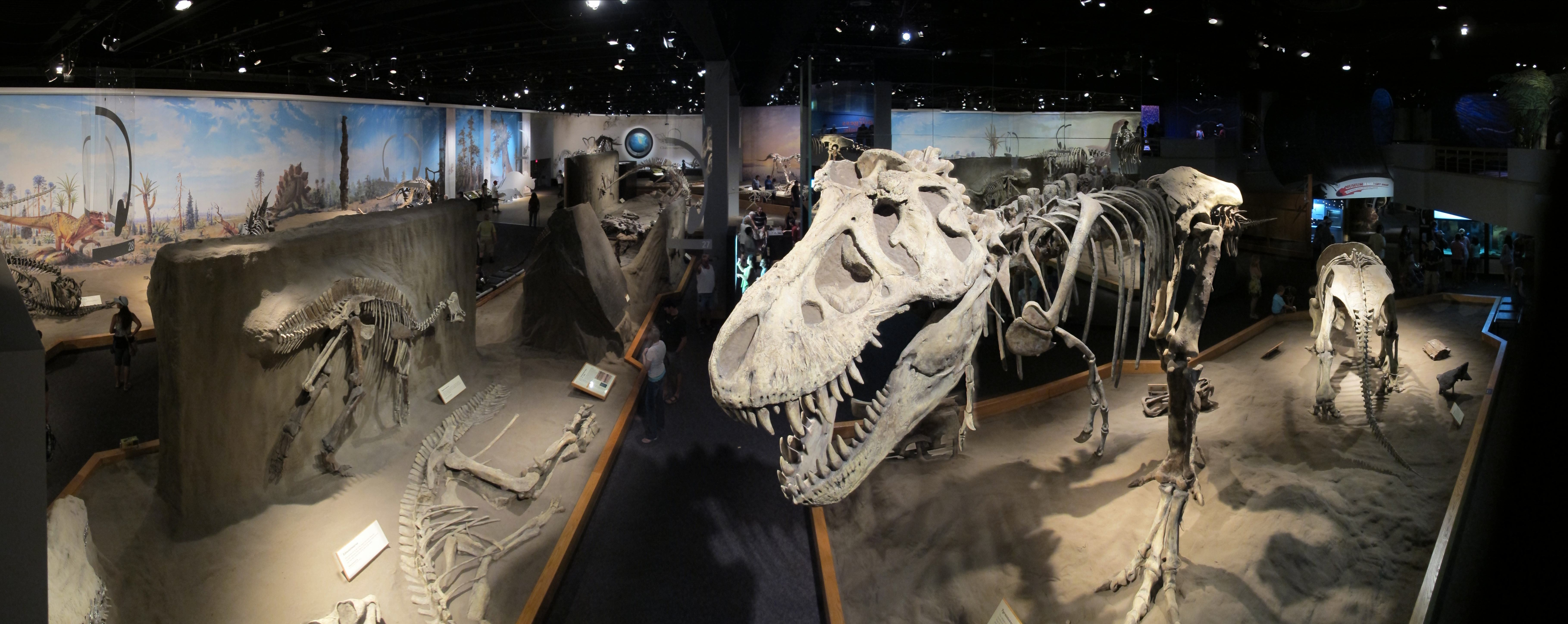
Museo Real Tyrrell de Paleontología

Los estratos que contienen dinosaurios están ampliamente distribuidos por Alberta. La zona del parque provincial de los Dinosaurios contiene afloramientos de la Formación Dinosaur Park y la Formación Oldman. En las regiones central y meridional de Alberta hay afloramientos intermitentes de la Formación Scollard. En las regiones de Drumheller Valley y Edmonton hay facies expuestas del cañón Horseshoe. También se han registrado otras formaciones, como Milk River y Foremost Formations.
Estas dos últimas tienen una menor diversidad de dinosaurios documentados, debido principalmente a su menor cantidad total de fósiles y al descuido de los coleccionistas que se ven obstaculizados por el aislamiento y la escasez de afloramientos expuestos. Sus fósiles de dinosaurios son principalmente dientes recuperados de yacimientos de fósiles de microvertebrados. Otras formaciones geológicas que sólo han producido unos pocos fósiles son las formaciones Belly River Group y St. Mary River del suroeste y la formación Wapiti del noroeste, que contiene dos yacimientos óseos de Pachyrhinosaurus. La Formación Bearpaw representa estratos depositados durante una transgresión marina. Se conocen dinosaurios de esta formación, pero representan especímenes arrastrados al mar o reelaborados a partir de sedimentos más antiguos.

## Demografía
Según el censo de 2001 de Statistics Canada, Alberta tenía una población de 2 974 807 personas. El censo realizado en 2006 sitúa la población de Alberta en 3 290 350 habitantes, es decir, un crecimiento del 10,6 %. Alberta posee una de las poblaciones en más rápido crecimiento del país. La provincia tiene unas tasas elevadas de natalidad (en 2006, se fijó el número de nacimientos en 42.875) y unas tasas de inmigración relativamente altas (entre 2001 y 2006, se instalaron en Alberta 103.680 inmigrantes), y una alta tasa de migración interprovincial, en comparación con las otras provincias canadienses. Un 81% de la población de la provincia vive en ciudades y un 19 % lo hace en el campo. Las áreas metropolitanas de Calgary y Edmonton suponen el 65% de la población de Alberta.
En el censo de 2011, Alberta tenía una población de 3.645.257 viviendo en 1 390 275 de sus 1 505 007 viviendas en total, un cambio del 10,8 % de su población de 3 290 350 de 2006. Con una superficie de 640 081.87 km², tenía una densidad de población de 5,7/km² en 2011. En 2013, Statistics Canada estima la población de la provincia en unos 4 025 073 habitantes.
| Gráfica de evolución demográfica de Alberta entre 1901 y |
|                                                          |

### Grupos étnicos

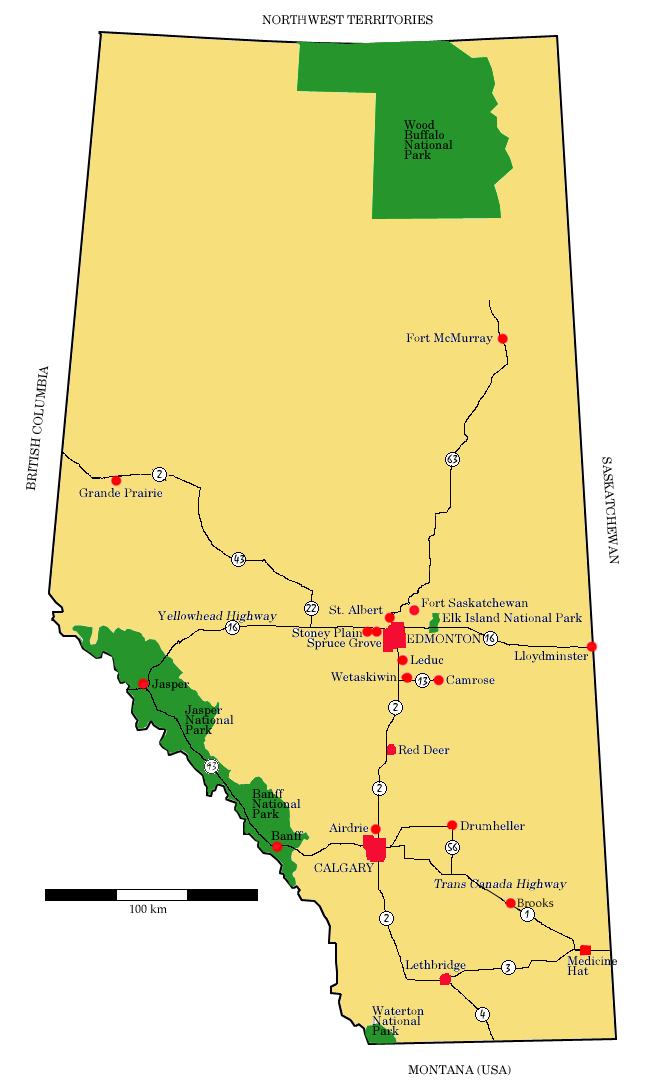
Mapa de Alberta.

Étnicamente y racialmente, la población de Alberta es predominantemente caucásica. Un 83,9 % de la población de Alberta es blanca, la mayoría descendiente de ingleses, seguidos de alemanes, escoceses, irlandeses, franceses, ucranianos y polacos. Un 16 % de la población de Alberta nació fuera de Canadá (residen en la provincia 527 030 inmigrantes, según el censo de 2006). Además de eso, la provincia poseía cerca de 156 220 habitantes nativos americanos en 2001, de los cuales 66 060 eran métis. Se calcula que un 3,4 % de la población de Alberta es descendiente de dos o más etnias.

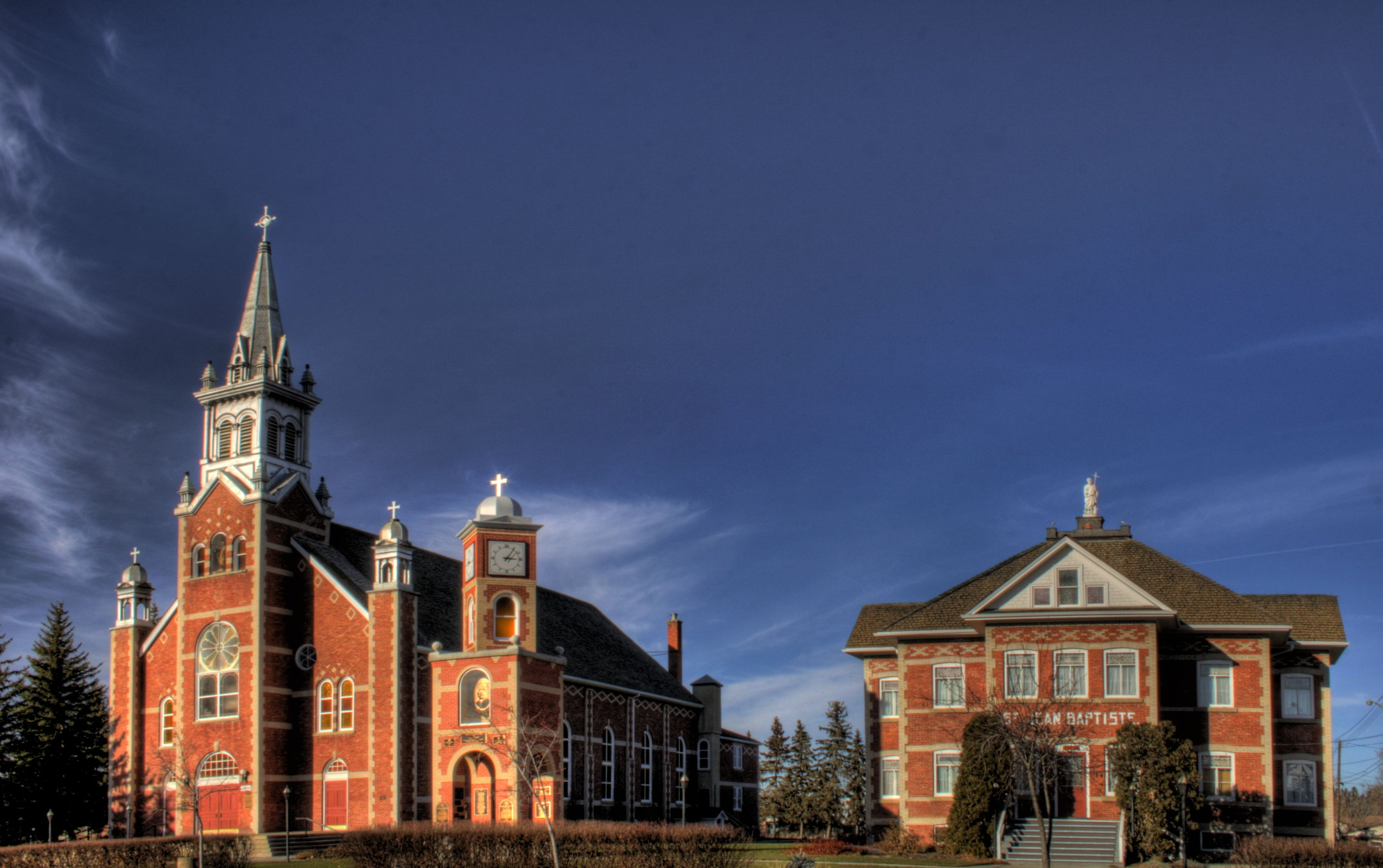
Iglesia de San Juan Bautistas en Morinville

| Origen étnico                                     | Población | Porcentaje |
| ------------------------------------------------- | --------- | ---------- |
| inglés                                            | 885 825   | 27,2 %     |
| alemán                                            | 679 705   | 20,9%      |
| canadiense                                        | 667 405   | 20,5 %     |
| escocés                                           | 661 265   | 20,3 %     |
| irlandés                                          | 539 160   | 16,6 %     |
| francés                                           | 332 675   | 11,31 %    |
| ucraniano                                         | 332 180   | 10,2 %     |
| neerlandés                                        | 172 910   | 5,3 %      |
| polaco                                            | 170 935   | 5,2 %      |
| Primeras Naciones (pueblos originarios de Canadá) | 169 355   | 5,2 %      |
| noruego                                           | 144 585   | 4,4%       |
| chino                                             | 137 600   | 4,2 %      |
| sueco                                             | 93 810    | 2,9 %      |
| ruso                                              | 92 020    | 2,8 %      |
| indio                                             | 88 165    | 2,7 %      |
| métis                                             | 83 235    | 2,6 %      |
| italiano                                          | 82 015    | 2,5 %      |
| galés                                             | 76 115    | 2,3 %      |

### Religión
Algo menos del 50% de los habitantes de Alberta se identifican como cristianos, mientras que más del 40% de los residentes no se identifican con ninguna religión. Las confesiones más numerosas son la Iglesia católica, la iglesia unida, la anglicana, la luterana y la ortodoxa oriental.
Algo más del 1% son miembros de la Iglesia de Jesucristo de los Santos de los Últimos Días, descendiente de los pioneros que emigraron de Utah a principios del siglo XX; hay tres templos en la provincia. Alberta también cuenta con un gran número de cristianos pentecostales, presbiterianos y evangélicos.
Hay un número significativo de menonitas y huteritas, que son sectas anabaptistas comunales. También hay muchos testigos de Jehová y cristianos reformados, así como una importante población de adventistas del Séptimo Día en Lacombe y sus alrededores, donde se encuentra el Canadian University College.
Alberta también alberga varias iglesias de rito oriental como parte del legado de los inmigrantes de Europa del Este, entre ellas la Eparquía Católica Ucraniana de Edmonton y la diócesis ortodoxa Ucraniana de Edmonton y Canadá Occidental. Hay 500 doukhobors que viven en sus escasas comunidades del sur de Alberta.

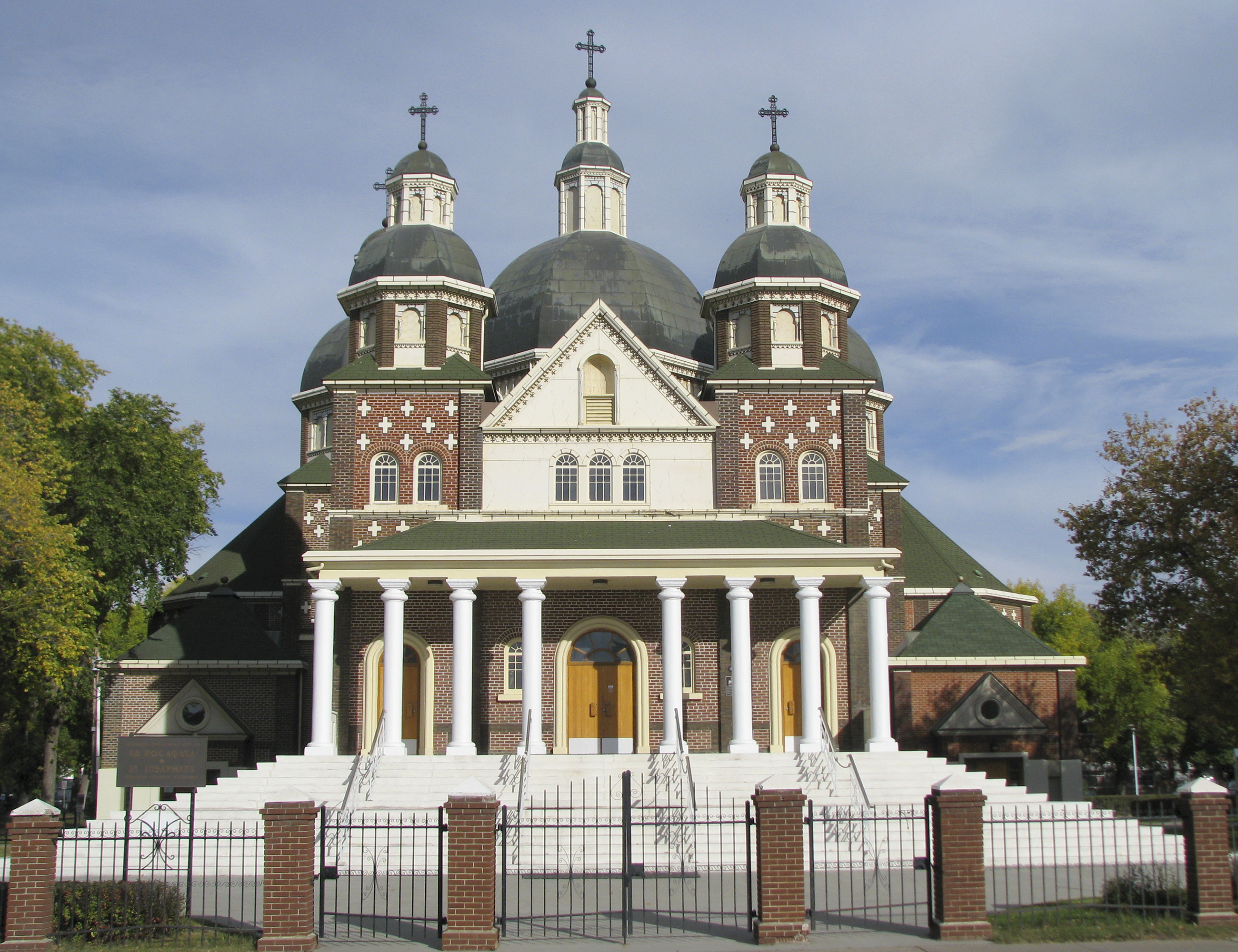
Catedral católica ucraniana de San Josafat

Muchas personas de las confesiones hindú, sij y musulmana también hacen de Alberta su hogar; uno de los mayores templos sij de Canadá se encuentra a las afueras de Edmonton. La mayoría de los 11.390 judíos de Alberta viven en Calgary y Edmonton.
La segunda religión más importante de Alberta, el Islam, tiene raíces que incluyen la primera mezquita de Canadá, la mezquita Al-Rashid, construida en 1938 bajo la dirección de una mujer libanesa llamada Hilwie Hamdon.
| Religión (2021)          | Denominación                              | Número    | Proporción |
| ------------------------ | ----------------------------------------- | --------- | ---------- |
| Total Cristianos         |                                           | 2,009,820 | 48.1%      |
|                          | Anglicanos                                | 95,560    | 2.3%       |
|                          | Bautistas                                 | 44,605    | 1.1%       |
|                          | Católicos                                 | 833,025   | 19.9%      |
|                          | Ortodoxos del Este y ortodoxos orientales | 63,775    | 1.5%       |
|                          | Testigos de Jehova                        | 18,185    | 0.4%       |
|                          | Mormones                                  | 47,125    | 1.1%       |
|                          | Luteranos                                 | 78,925    | 1.9%       |
|                          | Metodistas                                | 9,640     | 0.2%       |
|                          | Pentecostales                             | 53,900    | 1.3%       |
|                          | Presbiterianos                            | 22,850    | 0.5%       |
|                          | Reformados                                | 14,735    | 0.4%       |
|                          | Unitarios                                 | 153,820   | 3.7%       |
|                          | Otros Cristianos                          | 541,520   | 15.2%      |
| Musumanes                |                                           | 202,535   | 4.8%       |
| Sikh                     |                                           | 103,600   | 2.5%       |
| Hindues                  |                                           | 78,520    | 1.9%       |
| Budistas                 |                                           | 42,830    | 1.0%       |
| Judíos                   |                                           | 11,390    | 0.3%       |
| Otras religiones         |                                           | 33,220    | 0.8%       |
| Religiones indigenas     |                                           | 19,755    | 0.5%       |
| Sin afiliación religiosa |                                           | 1,676,045 | 40.1%      |

### Idiomas
Según el censo de 2006, la lengua mayoritaria y oficial de Alberta es el inglés. Del total de la población, 2 893 240 personas hablan habitualmente inglés, 19 315 francés y 297 955 otros idiomas. También según el censo de 2006, 222 885 personas saben hablar en inglés y francés, lo que supone un incremento de más del 15 % en relación con diez años antes. Este incremento se debe a distintos programas de fomento del francés, como la Alberta's New Second Language Initiative.
Calgary, la ciudad más poblada de Alberta cuenta con un Instituto Cervantes, lo que ha supuesto que el español tenga una presencia significativa en la zona.

### Salud

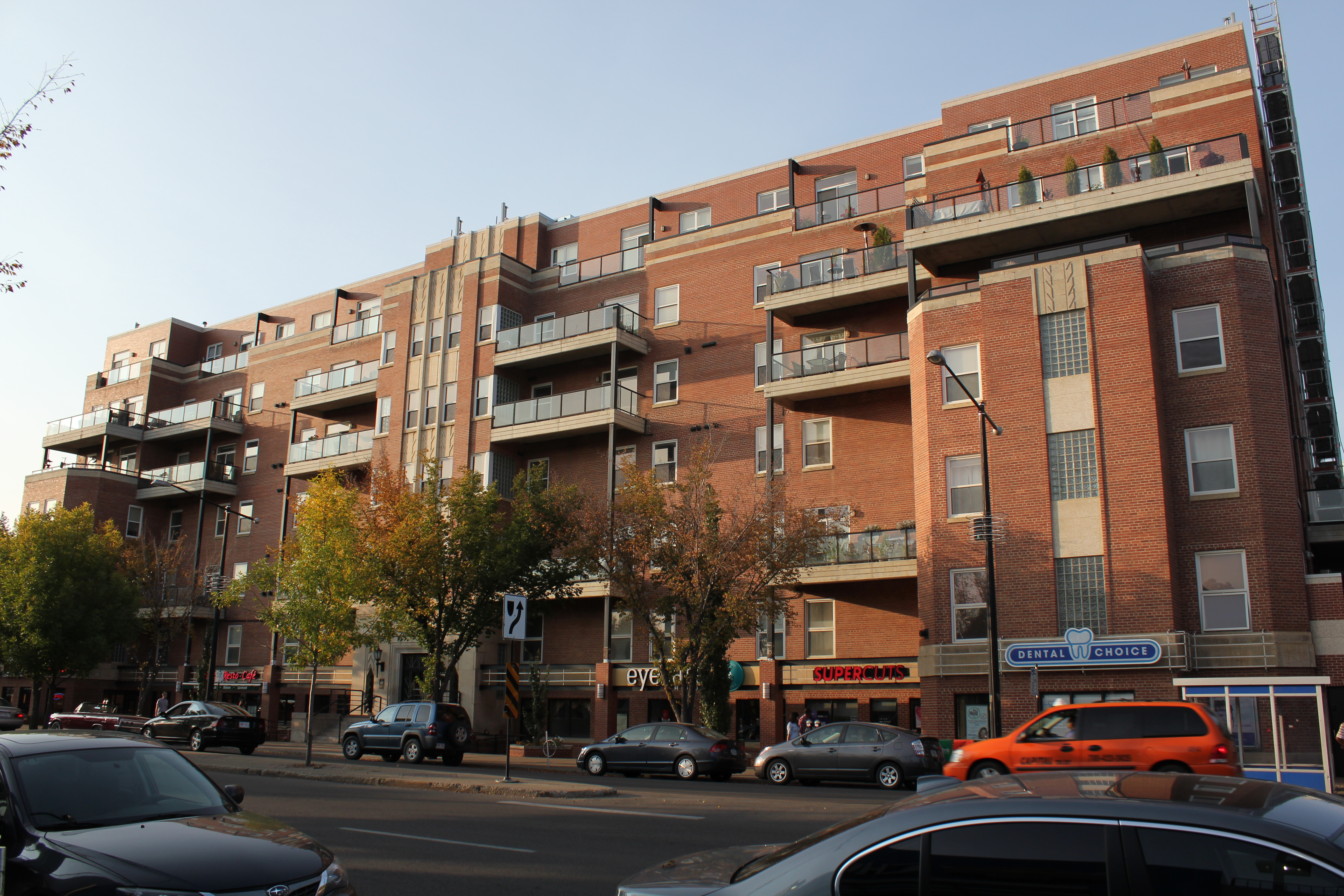
Hospital de San José en Edmonton

Alberta dispone de un sistema sanitario totalmente integrado y financiado con fondos públicos, a través de los Servicios de Salud de Alberta (AHS), un organismo casi independiente que presta asistencia sanitaria en nombre del Ministerio de Sanidad del Gobierno de Alberta. El gobierno de Alberta presta servicios sanitarios a todos sus residentes, tal y como establecen las disposiciones de la Ley de Salud de Canadá de 1984. Alberta fue la segunda provincia de Canadá (después de Saskatchewan) en adoptar un programa al estilo de Tommy Douglas en 1950, precursor del moderno sistema medicare.
El presupuesto sanitario de Alberta fue de 22.500 millones de dólares durante el año fiscal 2018-2019 (aproximadamente el 45% de todo el gasto público), lo que la convierte en el sistema sanitario per cápita mejor financiado de Canadá. Cada hora, la provincia gasta más de 2,5 millones de dólares, (o 60 millones de dólares al día), para mantener y mejorar la atención sanitaria en la provincia.
Alberta Health Services (AHS) es la autoridad sanitaria única de la provincia y el «mayor sistema sanitario provincial integrado» de Canadá. Con sede en Edmonton, el AHS presta asistencia médica en nombre del Ministerio de Sanidad del Gobierno de Alberta y gestiona 850 centros en toda la provincia, incluidos hospitales, clínicas, centros de atención continuada, centros de salud mental y centros de salud comunitarios, que ofrecen diversos programas y servicios. AHS es el mayor empleador de la provincia de Alberta. En 2019, AHS atendió a 4,3 millones de albertanos con una plantilla de 125.000 empleados y 10 000 médicos, y un presupuesto anual de 15.365 millones de dólares. El viceministro de Salud, Andre Tremblay, es el presidente y CEO interino, así como administrador oficial. El Administrador Oficial es responsable ante el ministro de Sanidad y el primer ministro.
Los servicios de salud de Alberta dependen de la ministra de Sanidad, Adriana LaGrange, mientras que el Viceministro de Sanidad, André Tremblay, es el Administrador Oficial y Presidente y Consejero Delegado interino desde febrero de 2025. El Consejo de Administración del AHS se disolvió en enero de 2025.

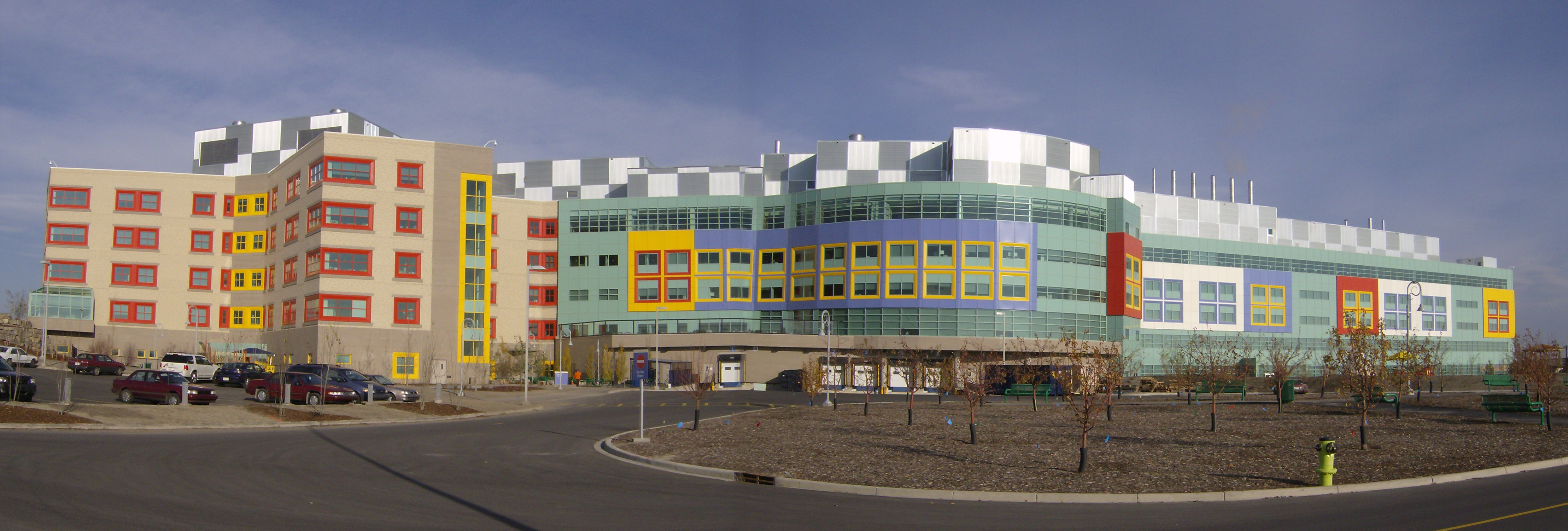
Hospital de Niños de Alberta

Según el informe anual del AHS de 2022, la plantilla del AHS incluye más de 113.000 empleados, 9500 médicos, 170 comadronas y 9700 voluntarios. El AHS atiende a 4,6 millones de personas que residen en Alberta.
De 1992 a 2000, el primer ministro conservador de Alberta, Ralph Klein, supervisó profundos recortes en la sanidad provincial como parte de su objetivo de eliminar el déficit de Alberta. Klein sustituyó cientos de consejos de administración locales de hospitales, cuidados de larga duración y servicios de salud pública, por 17 autoridades sanitarias basadas en regiones geográficas.También creó autoridades sanitarias provinciales para el cáncer, la salud mental y los servicios de adicción.El gasto per cápita en sanidad se redujo de 1.393 dólares canadienses en 1992 a 1.156 en 1995. Al mismo tiempo, Klein suprimió o redujo el horario de 14.753 puestos en sanidad.La Autoridad Sanitaria Regional de Calgary cerró tres hospitales del centro de la ciudad: uno de ellos fue arrendado a un grupo sanitario estadounidense con ánimo de lucro» y el antiguo “Hospital General de Calgary fue volado por los aires en octubre de 1998”.La «implosión controlada del Hospital General de Calgary» -el Big Bang- se describió como «el amanecer de un sistema sanitario regionalizado e integrado en Alberta».
Los Servicios de Salud de Alberta, creados el 15 de mayo de 2008, son una agencia cuasi independiente del gobierno de Alberta con el mandato de prestar servicios de salud pública en toda la provincia bajo el Ministerio de Sanidad.

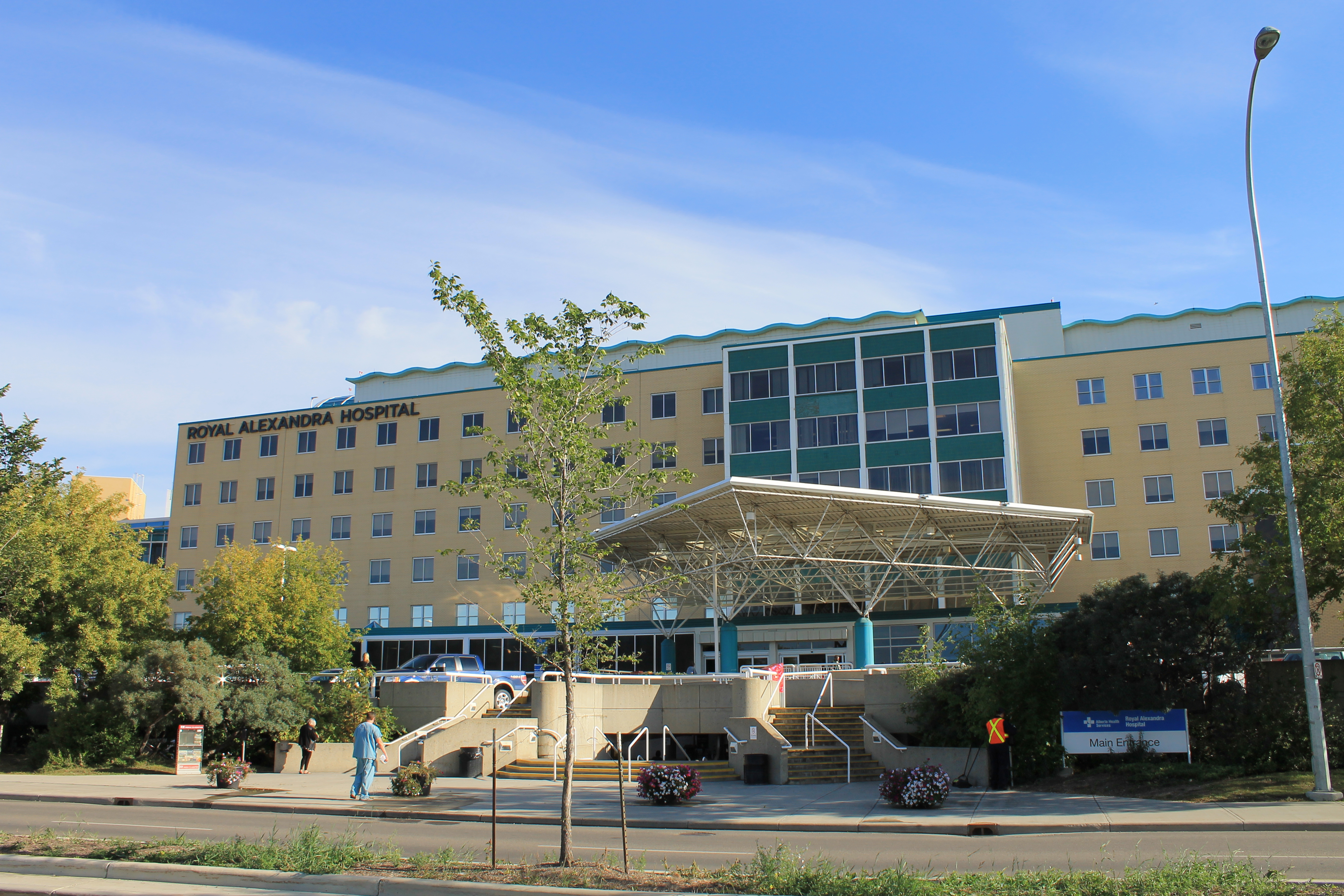
Hospital Royal Alexandra

Ed Stelmach, que fue primer ministro de Alberta entre diciembre de 2006 y octubre de 2011, como líder de la Asociación de Conservadores Progresistas de Alberta, introdujo importantes reformas en el sistema sanitario de Alberta. El 15 de mayo de 2008, el ministro de Sanidad, Ron Liepert, anunció que, a partir del 1 de abril de 2009, una junta de gobierno provincial -la Junta de Servicios Sanitarios de Alberta- consolidaría el «sistema de 13.000 millones de dólares anuales en una empresa pública», sustituyendo a las nueve juntas de autoridades sanitarias regionales de Alberta: Aspen Health Region, Calgary Health Region, Capital Health Region, Chinook Health Region, David Thompson Health Region, East Central Health Region, Northern Lights Health Region, Palliser Health Region y Peace Country Health Region.
El 1 de abril de 2009, la Ley de Reforma de la Gobernanza Sanitaria disolvió la Junta de Salud Mental de Alberta, la Junta de Cáncer de Alberta y la Comisión de Abuso de Alcohol y Drogas de Alberta, y completó la transición a los Servicios de Salud de Alberta (AHS, por sus siglas en inglés). En 2009 también se suprimió la financiación por parte de los Servicios de Salud de Alberta de la atención de afirmación de género para personas transgénero, que se restableció en 2010 tras la resistencia del psiquiatra Lorne Warneke y otros defensores.
Antes de estos cambios, los servicios de salud en Alberta habían sufrido varias reorganizaciones de gobernanza, que dieron lugar a menos entidades organizativas públicas separadas, en 1996, 2003, y 2006.
La revisión de Ernst & Young de diciembre de 2019 afirmó que el AHS podría ahorrar «hasta 1.900 millones de dólares anuales». La oposición del NDP llamó a los cambios propuestos por el UCP al AHS, la «americanización del AHS».

### Centros urbanos

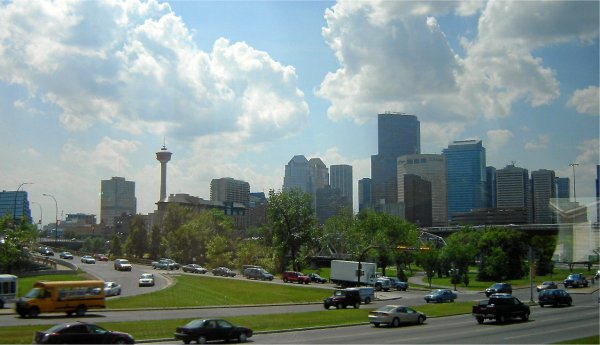
Calgary.

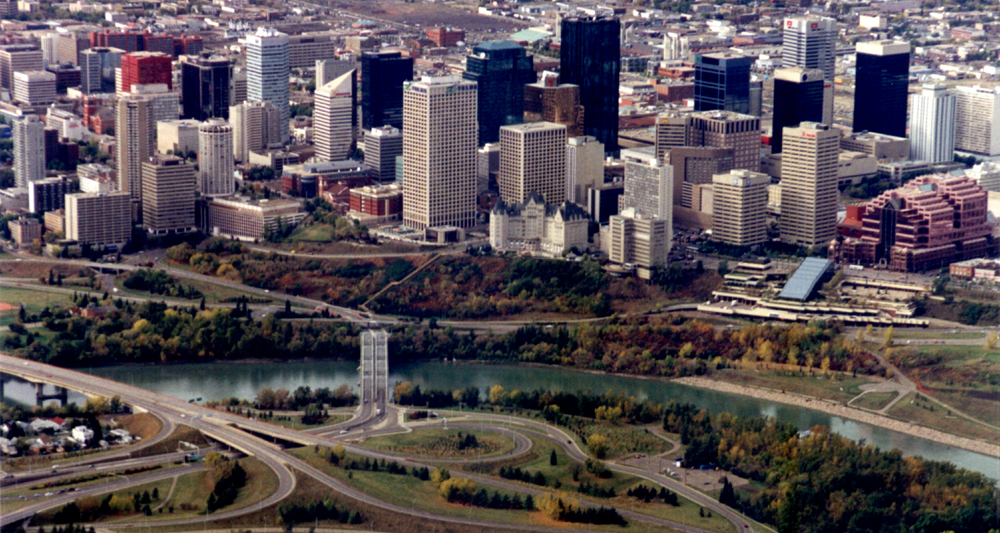
Edmonton.

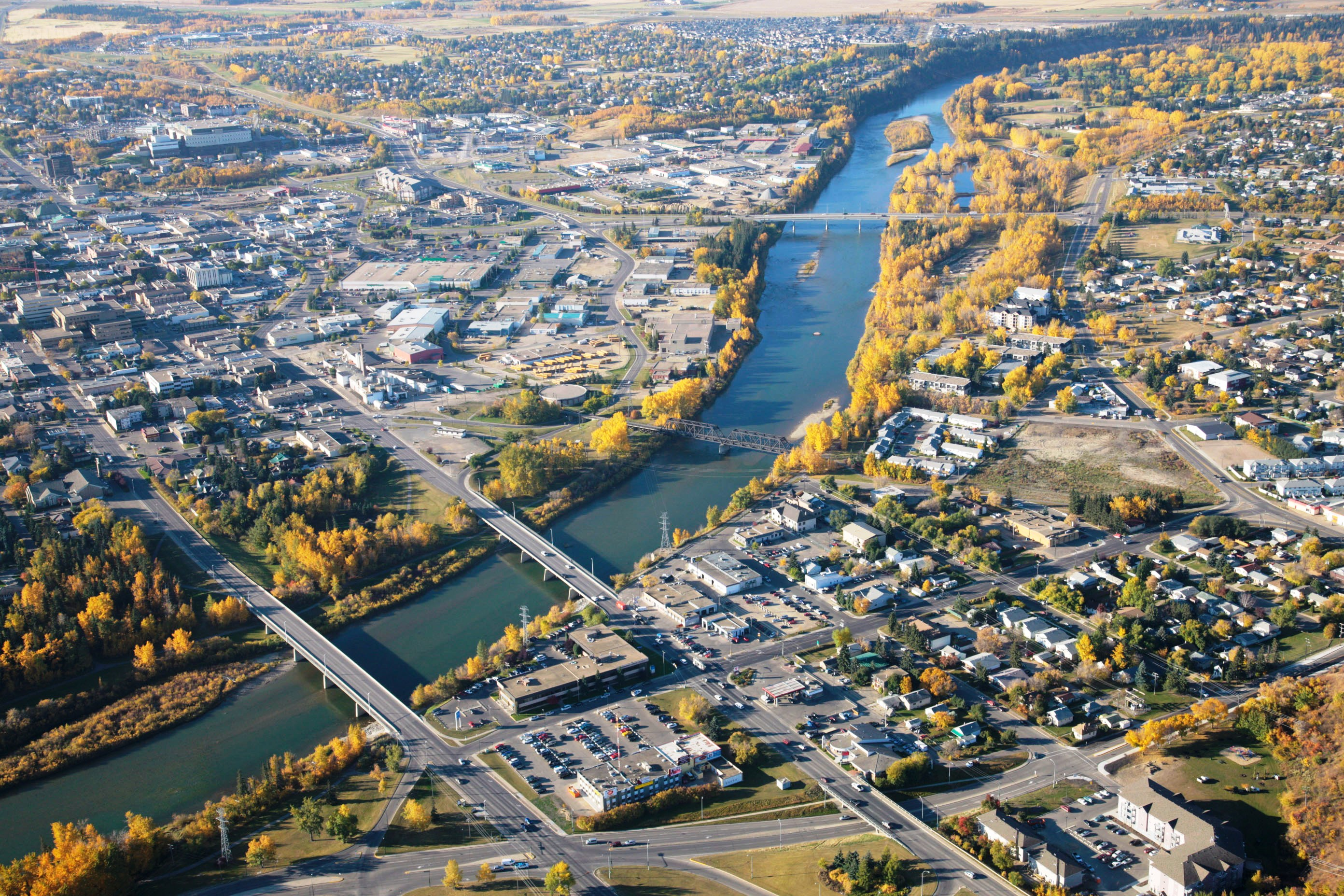
Red Deer.

Antes predominantemente agraria, Alberta creció debido al petróleo, y la población, antes rural, comenzó a emigrar a las ciudades. La participación de Alberta en la población nacional total es del 10 %, contra un 1,5 % en la época en que la provincia fue creada formalmente.
Las mayores ciudades de Alberta son:
| Municipio                        | 2006      | 2001    | 1996    |
| -------------------------------- | --------- | ------- | ------- |
| Regiones metropolitanas          |           |         |         |
| Región Metropolitana de Calgary  | 1 079 310 | 976 800 | 821 628 |
| Región Metropolitana de Edmonton | 1 034 935 | 961 500 | 862 597 |
| Ciudades (10 más pobladas):      |           |         |         |
| Calgary                          | 988 193   | 878 866 | 768 082 |
| Edmonton                         | 730 372   | 666 104 | 616 306 |
| Red Deer                         | 82 772    | 67 707  | 60 080  |
| Lethbridge                       | 74 637    | 67 374  | 63 053  |
| St. Albert                       | 57 719    | 53 081  | 46 888  |
| Medicine Hat                     | 56 997    | 51 249  | 46 783  |
| Grande Prairie                   | 47 076    | 36 983  | 31 353  |
| Airdrie                          | 28 927    | 20 382  | 15 946  |
| Spruce Grove                     | 19 496    | 15 983  | 14 271  |
| Leduc                            | 16 967    | 15 032  | --      |
| Distritos (3 más poblados):      |           |         |         |
| Condado de Strathcona            | 82 511    | 71 986  | 64 176  |
| Wood Buffalo                     | 51 496    | 41 466  | 35 213  |
| Rocky View                       | 34 171    | 28 441  | 23 326  |

## Economía
El producto interior bruto de Alberta es de 125 billones de dólares canadienses, el cuarto mayor de Canadá, solamente por detrás de Ontario, de Quebec y de la Columbia Británica. La renta per cápita del estado es de aproximadamente 42 030 dólares canadienses, la más alta del país.

### Reparto por sectores
- El sector primario es responsable de un 3 % del PIB de Alberta. La agricultura y la ganadería —que ya fueron anteriormente las principales fuentes de renta de Alberta— corresponden juntas a un 2,92 % del PIB de la provincia, y emplean aproximadamente a 70 000 personas. Alberta posee cerca de 55 000 granjas, que cubren cerca del 35 % de la provincia. La pesca y la silvicultura corresponden juntas a un 0,08 % del PIB de la provincia, y emplean juntas a cerca de 1500 personas. Alberta es líder nacional en el área de la agropecuaria. La provincia posee los mayores rebaños ganaderos de Canadá y uno de los mayores rebaños de América del Norte. Alberta posee en total cerca de 5 millones de cabezas de ganado bovino. Cerca de mitad de toda la carne vacuna canadiense se produce en Alberta. La provincia es también la mayor productora de carne de bisonte de Canadá. Alberta también posee rebaños considerables de ovejas, que se usan principalmente para la producción de lana. Alberta es la mayor productora nacional de trigo de Canadá, y una de las mayores del mundo. También es una gran productora de colza. Además de eso, Alberta es líder nacional en apicultura.

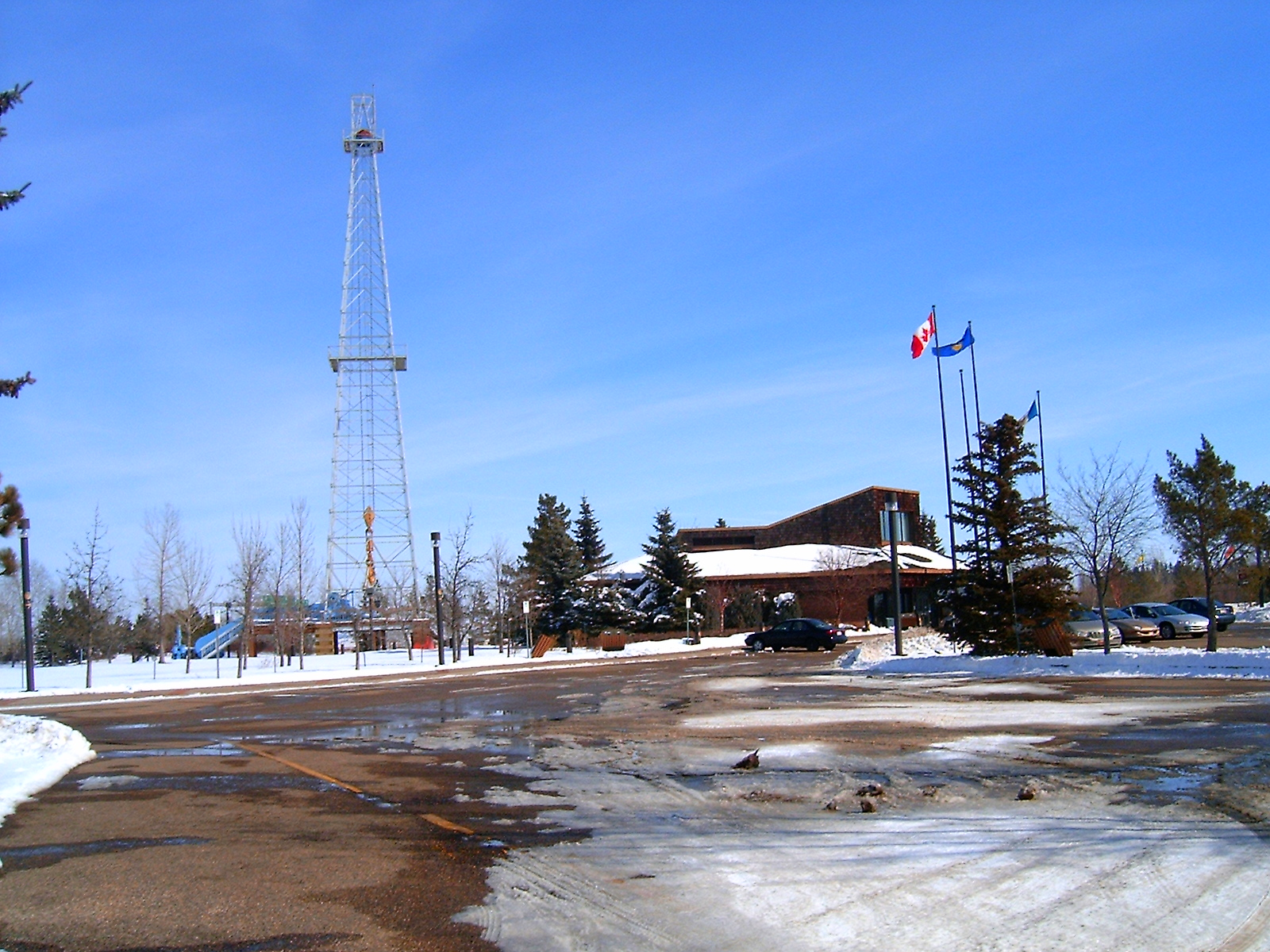
Monumento en homenaje al petróleo.

- El sector secundario de Alberta corresponde al 36 % del PIB. La industria minera —basada principalmente en la extracción de petróleo, alquitrán, carbón y gas natural— corresponde al 19 % del PIB, siendo la mayor fuente de renta de la provincia. La minería emplea en total a más de 85 000 personas. Otros recursos minerales de Alberta son el azufre y la sal. La industria manufacturera corresponde a un 10 % del PIB de la provincia, empleando a cerca de 140 000 personas. Los productos fabricados anualmente en la provincia tienen un valor total de más de 14 billones de dólares canadienses. Los principales productos que se fabrican en Alberta son derivados de petróleo, productos químicos, alimentos procesados y productos derivados de los metales y la madera. La construcción corresponde al 7 % del PIB de la provincia, empleando a más de 130 000 personas. Alberta es la mayor productora de combustibles fósiles de Canadá; produce más del 70 % de la producción nacional. También una de las mayores productoras del mundo. Además de eso, Alberta posee las mayores reservas de betún del mundo. De hecho, se estima que estas reservas de betún contengan más de 1,6 trillones de barriles de petróleo —más que en el resto del mundo—. Hasta los años 1980, el refinamiento del betún para la recolección de petróleo era una tarea muy cara. Sin embargo, diversas empresas petrolíferas desarrollaron tecnologías y métodos de refinamiento que abarataron los costes de producción del petróleo obtenido a través de estas reservas de betún. Además de eso, los recientes aumentos del precio del barril de petróleo hicieron del refinamiento del betún en petróleo una actividad especialmente lucrativa. Se espera que Alberta produzca sola más del 10% del petróleo de América del Norte en 2010. La capital industrial del estado es Edmonton, donde tienen su sede la mayor parte de las refinerías de petróleo de la provincia. El valor total de los recursos naturales producidos en Alberta corresponde a un 60 % del valor de todos los recursos naturales extraídos en toda Canadá.

- El sector terciario de Alberta corresponde al 61 % del PIB de la provincia. Calgary acoge las principales empresas petrolíferas del país (y otras multinacionales instaladas en el país), así como diversas empresas financieras y de telecomunicaciones. Los servicios comunitarios y personales corresponden al 20 % del PIB de la provincia, y emplean a cerca de 602 000 personas. Los servicios financieros e inmobiliarios corresponden al 16 % del PIB de la provincia, y emplean a aproximadamente 79 000 personas. El comercio al por mayor y al detalle corresponden al 9 % del PIB de Alberta, y emplean a 159 000 personas. Los transportes y telecomunicaciones corresponden al 11 % del PIB de Alberta, empleando a aproximadamente 630 000 personas. Los servicios gubernamentales emplean a aproximadamente 62 000 personas y responden al 4 % del PIB de la provincia. Las utilidades públicas corresponden al 3 % del PIB de Alberta, y emplean a cerca de 12,5 mil personas. Cerca de un 50 % de la electricidad producida en Alberta se genera en centrales termoeléctricas de carbón, y un 32% se produce en centrales termoeléctricas de gas natural.

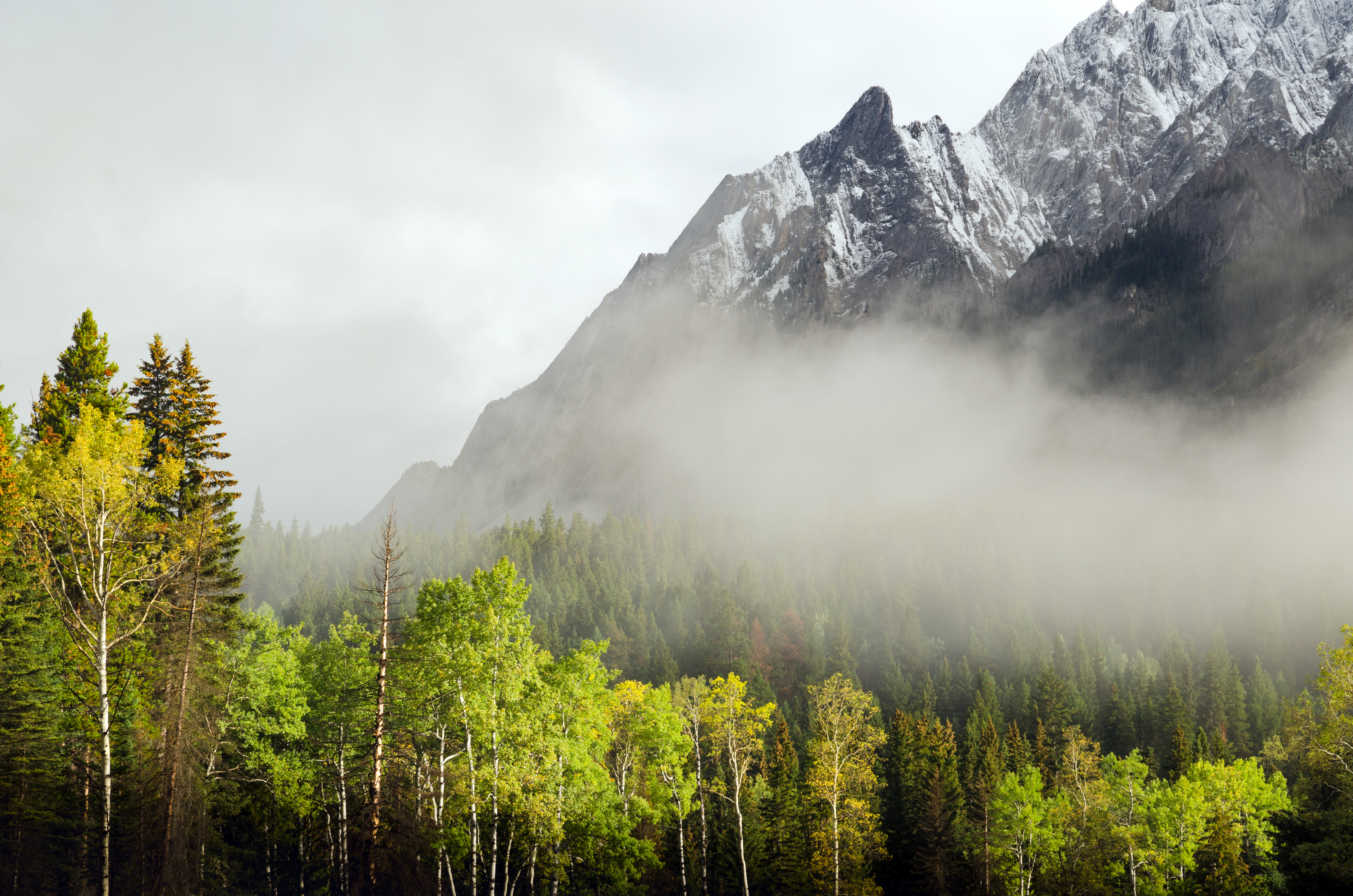
Valle Bow, Alberta

### Turismo
Alberta ha sido un destino turístico desde principios del siglo XX, con atracciones que incluyen lugares al aire libre para esquiar, hacer senderismo y acampar, locales comerciales como el West Edmonton Mall, la Estampida de Calgary, festivales al aire libre, eventos atléticos profesionales, competiciones deportivas internacionales como los Juegos de la Commonwealth y los Juegos Olímpicos, así como atracciones más eclécticas. Según Alberta Economic Development, Calgary y Edmonton reciben más de cuatro millones de visitantes al año. Banff, Jasper y las Montañas Rocosas reciben la visita de unos tres millones de personas al año. El turismo de Alberta depende en gran medida de los turistas del sur de Ontario, así como de turistas de otras partes de Canadá, Estados Unidos y muchos otros países.
También hay atracciones naturales como el parque nacional de Elk Island, el parque nacional de Wood Buffalo y el Campo de hielo Columbia. Las Rocosas de Alberta incluyen destinos turísticos muy conocidos como el parque nacional de Banff y el parque nacional de Jasper. 

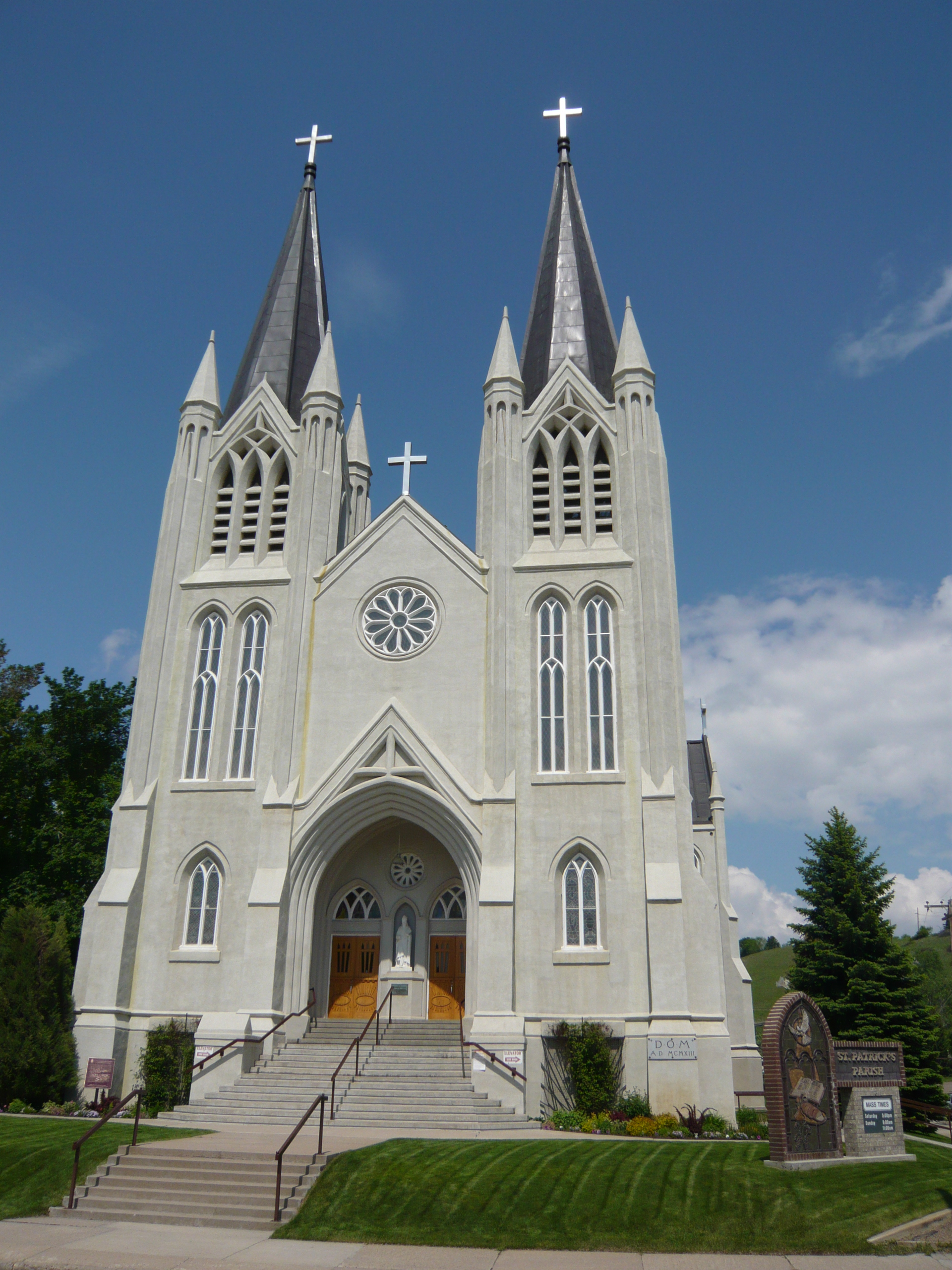
La iglesia católica de San Patricio en Medicine Hat, Alberta. Construida en 1912-1914, es un Sitio Histórico Nacional de Canadá

Los dos parques de montaña están conectados por la pintoresca Icefields Parkway. Banff se encuentra a 128 km al oeste de Calgary por la autopista 1, y Jasper a 366 km al oeste de Edmonton por la autopista Yellowhead. Cinco de los catorce lugares canadienses declarados Patrimonio de la Humanidad por la UNESCO se encuentran en la provincia: los Parques Canadienses de las Montañas Rocosas, el Parque Internacional de la Paz Waterton-Glacier, el parque nacional de Wood Buffalo, el parque provincial de los Dinosaurios y el Salto de Búfalo de Head-Smashed-In. Varias de estas zonas albergan estaciones de esquí, entre las que destacan Banff Sunshine, Lake Louise, Marmot Basin, Norquay y Nakiska.
Alrededor de 1,2 millones de personas visitan la Estampida de Calgary, una celebración del Salvaje Oeste canadiense y de la industria ganadera. Alrededor de 700.000 personas disfrutan de los K-Days de Edmonton (antes Klondike Days y Capital EX). Edmonton era la puerta de entrada a la única ruta totalmente canadiense a los yacimientos de oro del Yukón, y la única que no exigía a los buscadores de oro recorrer el agotador y peligroso paso de Chilkoot.
Otro destino turístico que atrae a más de 650.000 visitantes cada año es el valle de Drumheller, situado al noreste de Calgary. Drumheller, conocida como la «capital mundial de los dinosaurios», ofrece el Museo Real Tyrrell de Paleontología. Drumheller también tuvo una rica historia minera, ya que fue uno de los mayores productores de carbón del oeste de Canadá durante los años de la guerra. Otra atracción en el centro-este de Alberta es Alberta Prairie Railway Excursions, una popular atracción turística operada desde Stettler, que ofrece excursiones en tren por la pradera y atiende a decenas de miles de visitantes cada año.

### Impuestos

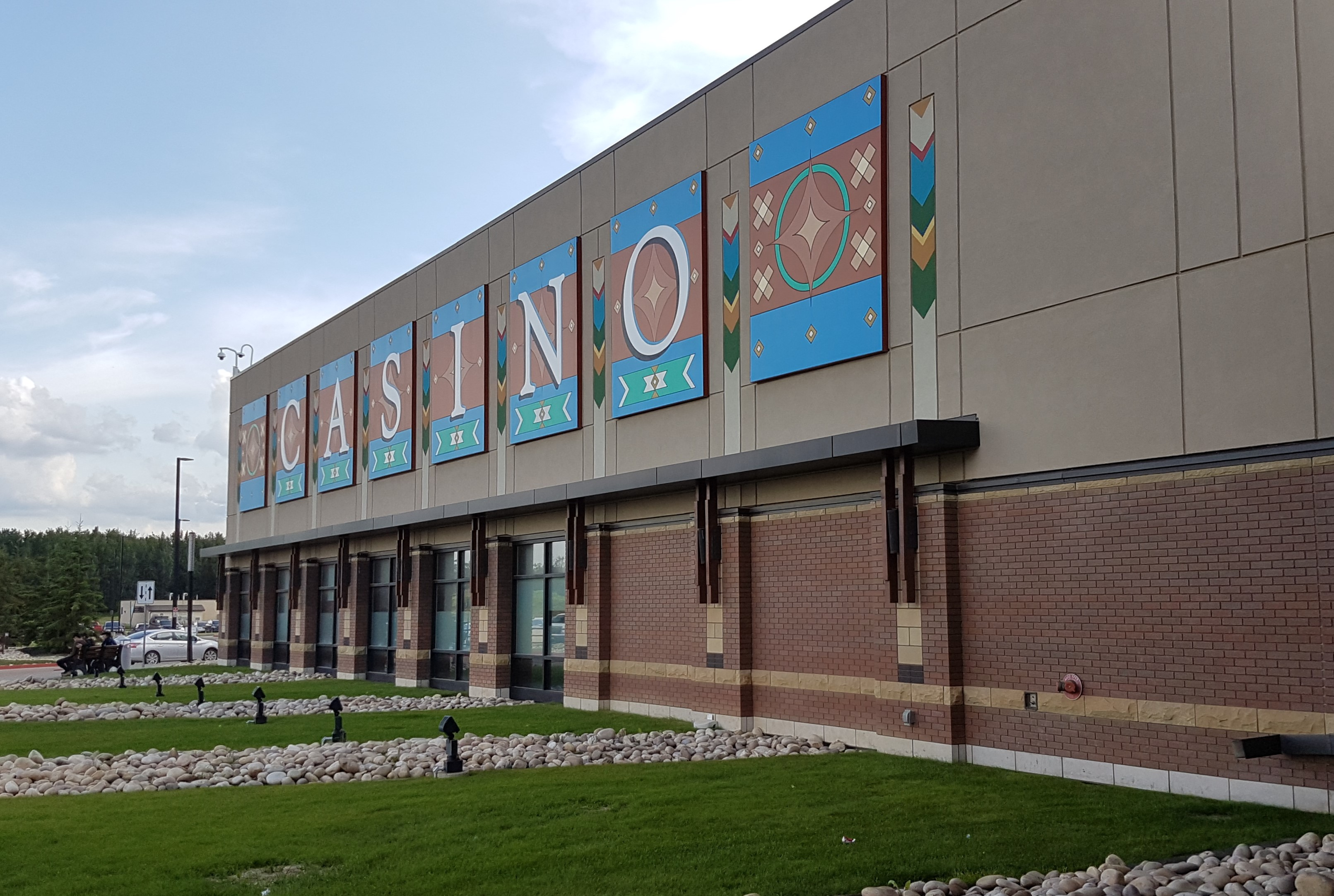
Un Casino en Alberta

Según el presupuesto de Alberta de 2009, los ingresos públicos de ese año procedían principalmente de los cánones sobre los recursos naturales no renovables (30,4%), los impuestos sobre la renta de las personas físicas (22,3%), los impuestos de sociedades y otros impuestos (19,6%), y las subvenciones del Gobierno federal destinadas principalmente a proyectos de infraestructuras (9,8%). En 2014, Alberta recibió 6.100 millones de dólares en concepto de cánones sobre el betún. Con la caída del precio del petróleo en 2015 se redujo a 1.400 millones de dólares. En 2016, Alberta recibió «alrededor de 837 millones de dólares en pagos de regalías de los proyectos de regalías de arenas bituminosas». Según el plan fiscal 2018-2021, las dos principales fuentes de ingresos en 2016 fueron el impuesto sobre la renta de las personas físicas, con 10.763 millones de dólares, y las transferencias federales, con 7.976 millones de dólares, con un total de ingresos por recursos de 3.097 millones de dólares. Alberta es la única provincia de Canadá sin impuesto provincial sobre las ventas. Los residentes en Alberta están sujetos al impuesto federal sobre las ventas, el Impuesto sobre Bienes y Servicios del 5%.

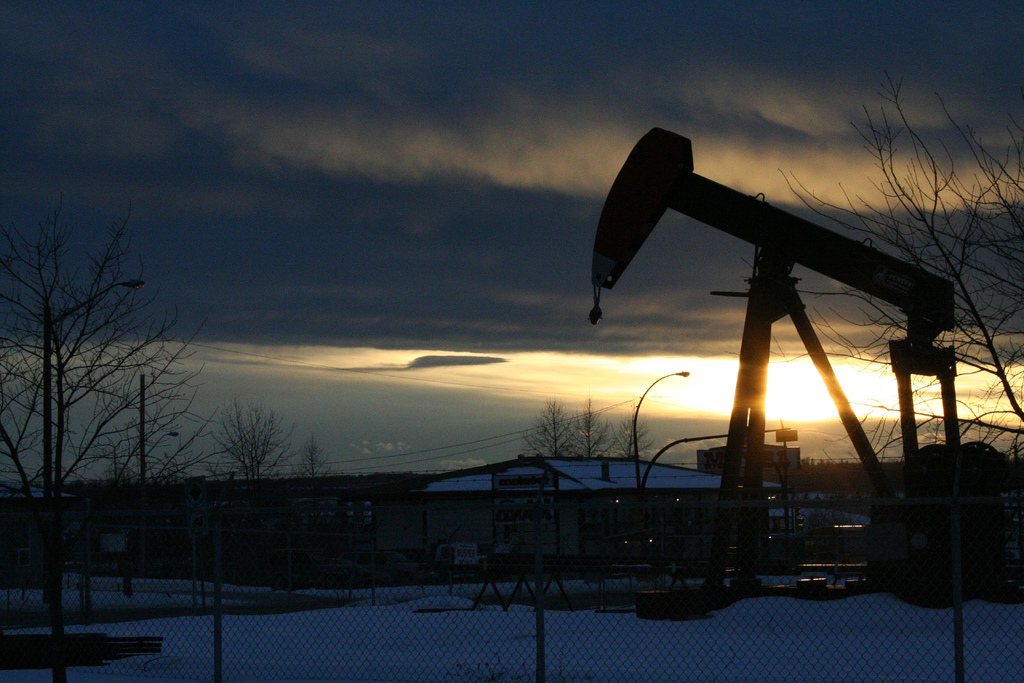
Campo Petrolero en Alberta

De 2001 a 2016, Alberta fue la única provincia canadiense con un impuesto fijo del 10% de la renta imponible, que fue introducido por el primer ministro, Ralph Klein, como parte de la Ventaja Fiscal de Alberta, que también incluía un impuesto del cero por ciento sobre la renta por debajo de una «generosa exención personal».
En 2016, bajo el mandato de la primera ministra Rachel Notley, aunque la mayoría de los habitantes de Alberta siguieron pagando el tipo impositivo del 10%, se introdujeron nuevos tramos impositivos del 12%, 14% y 15% para las personas con ingresos más elevados (128.145 dólares anuales o más). El sistema del impuesto sobre la renta de las personas físicas de Alberta mantuvo un carácter progresivo al seguir concediendo a los residentes exenciones fiscales personales de 18.451 dólares, además de diversas deducciones fiscales para personas con discapacidad, estudiantes y ancianos. Los municipios y las jurisdicciones escolares de Alberta tienen sus propios gobiernos que suelen trabajar en cooperación con el gobierno provincial. En 2018, la mayoría de los habitantes de Alberta seguían pagando el tipo impositivo del 10 % en el impuesto sobre la renta.
Según un informe de Statistics Canada de marzo de 2015, el ingreso familiar medio en Alberta en 2014 fue de alrededor de $100,000, que es un 23% más alto que el promedio nacional canadiense.

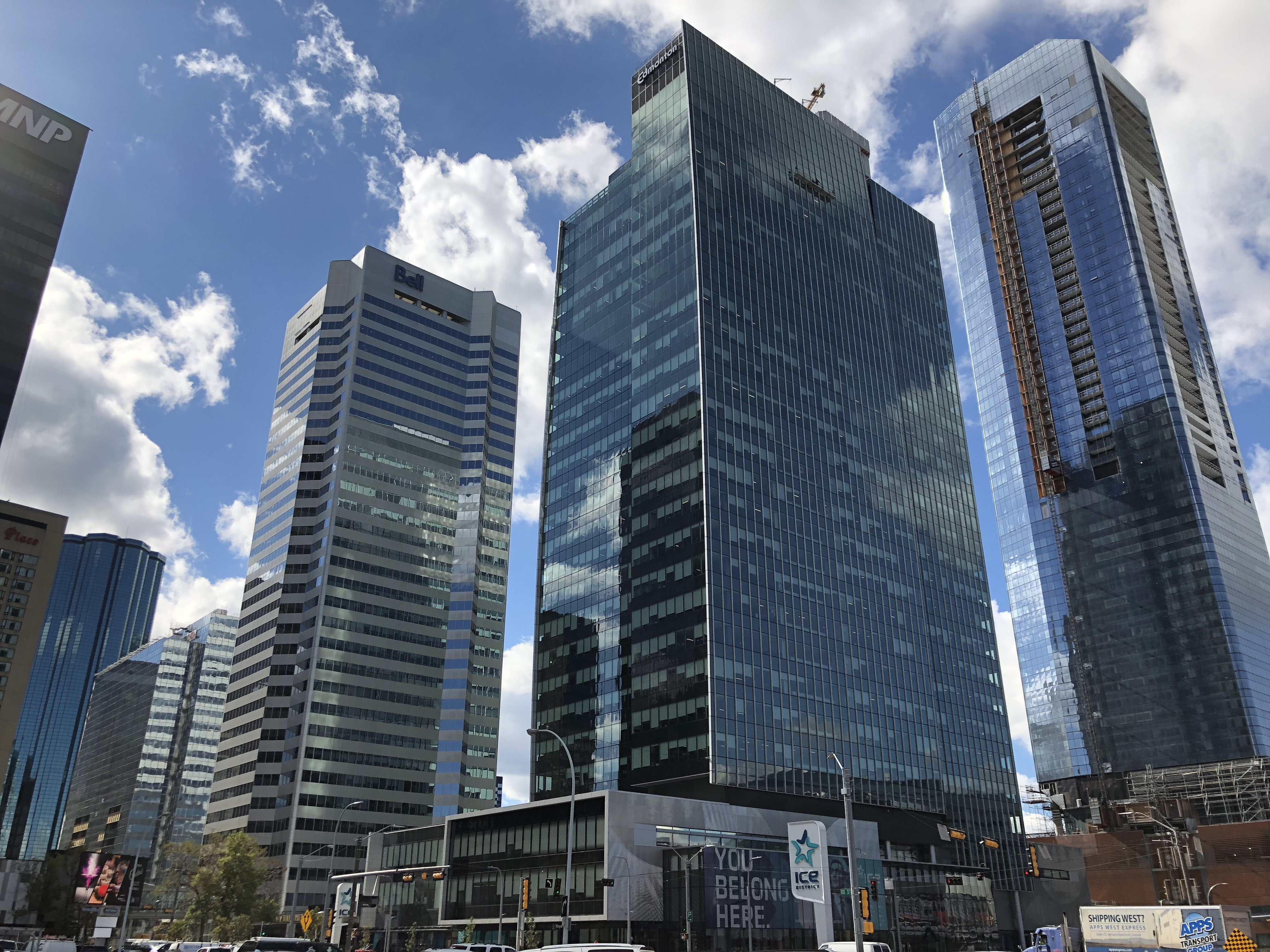
Edificios de Oficinas en Edmonton, Alberta

Según los informes de Statistics Canada, los habitantes de Alberta con ingresos bajos, que ganan menos de 25.000 dólares, y los que se encuentran en el tramo de ingresos altos, que ganan 150.000 dólares o más, son los que pagan menos impuestos de Canadá. Los que se encuentran en los tramos de ingresos medios, que representan a los que ganan entre 25.000 y 75.000 dólares, pagan más impuestos provinciales que los residentes en Columbia Británica y Ontario. En términos de impuestos sobre la renta, Alberta es la «mejor provincia» para aquellos con bajos ingresos, ya que no hay impuesto sobre la renta provincial para aquellos que ganan $ 18,915 o menos. Incluso con los tramos impositivos progresivos de 2016 hasta el 15%, los habitantes de Alberta que tienen los ingresos más altos, aquellos con un ingreso anual de $ 150,000 o más -alrededor de 178,000 personas en 2015, son los que menos pagan en impuestos en Canadá. Alrededor de 1,9 millones de habitantes de Alberta ganaron entre $ 25,000 y $ 150,000 en 2015.
Alberta también privatizó la distribución de alcohol. En 2010, la privatización había aumentado los puntos de venta de 304 tiendas a 1.726; de 1.300 puestos de trabajo a 4.000; y de 3.325 productos a 16.495. Los ingresos fiscales también aumentaron de 400 a 700 millones de dólares.
En 2017/18, Alberta recaudó alrededor de 2.400 millones de dólares en impuestos sobre la propiedad de la educación de los municipios. Los municipios de Alberta recaudan una parte significativa de sus ingresos a través de la recaudación de impuestos sobre la propiedad. El valor de la propiedad evaluada en Alberta fue de aproximadamente 727.000 millones de dólares en 2011. La mayoría de los bienes inmuebles se evalúan de acuerdo con su valor de mercado. Las excepciones a la tasación según el valor de mercado son las tierras de cultivo, los ferrocarriles, la maquinaria y el equipo y los bienes lineales, todos los cuales se tasan mediante tipos regulados. Dependiendo del tipo de propiedad, los propietarios pueden recurrir la tasación ante la «Junta Local de Revisión de Tasaciones», la «Junta Compuesta de Revisión de Tasaciones» o la Junta del Gobierno municipal de Alberta.

## Educación

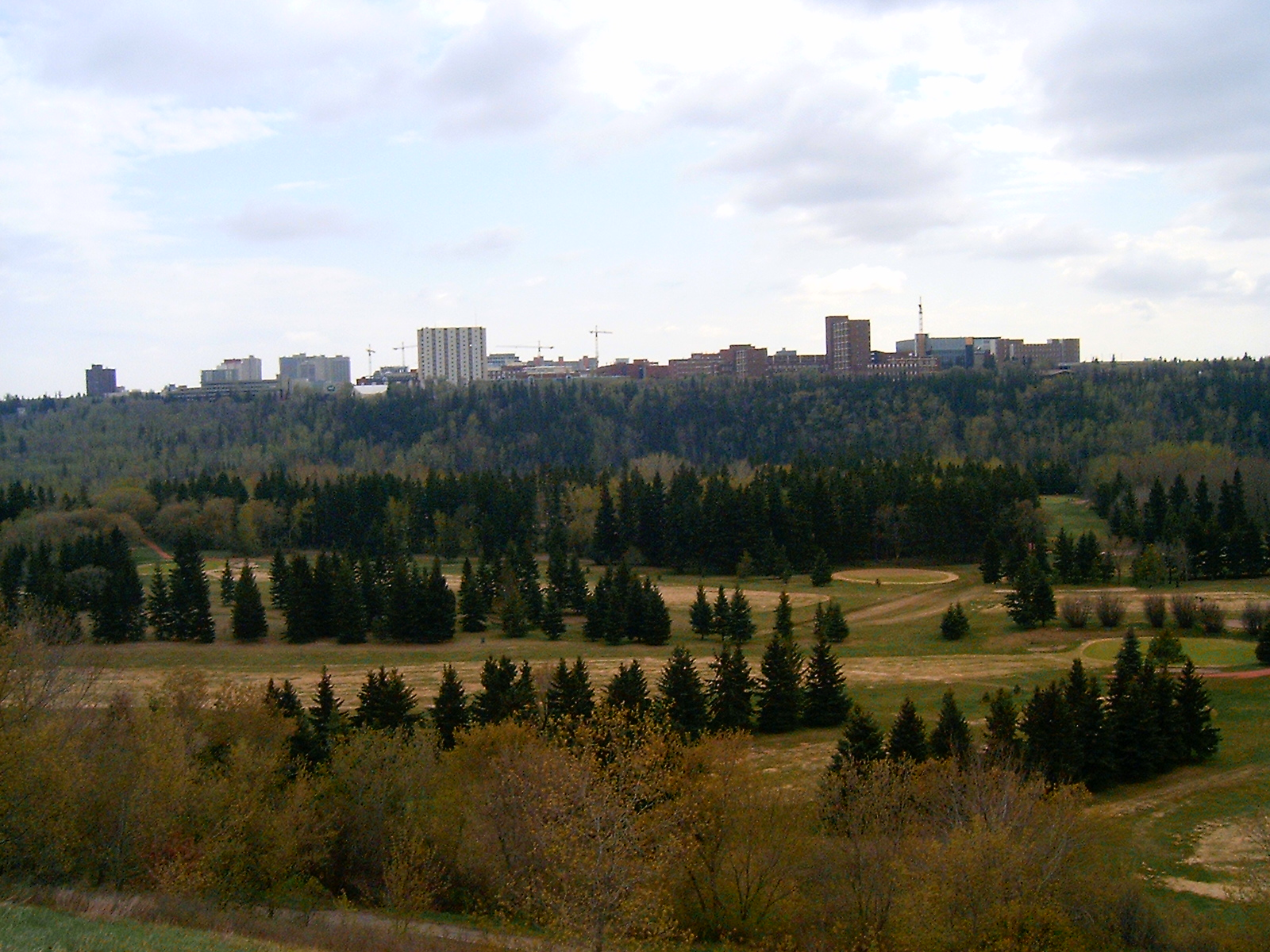
Vista del campus central de la Universidad de Alberta.

Las primeras escuelas en Alberta fueron fundadas por misioneros a mediados del siglo XIX, en Edmonton y en Calgary. En 1884, el entonces distrito de Alberta estableció un sistema de escuelas públicas.

### Administración
Los centros educativos de todas las ciudades - o, en el caso de áreas aisladas, de diversas villas al mismo tiempo, que constituyen un distrito educativo – están administrados por un distrito escolar. La Iglesia católica también administra algunos distritos escolares en diversas ciudades de la provincia. Tanto los sistemas de educación pública como los de educación católica reciben ayudas monetarias del municipio/distrito. La escolarización en Alberta es obligatoria para todos los niños y adolescentes con más de 6 años de edad, hasta la finalización del segundo grado (educación secundaria) o hasta los 16 años de edad.
De acuerdo con los datos publicados por Statistics Canada, durante el curso 2004/2005 las escuelas públicas de estudios primarios y secundarios de la provincia tuvieron cerca de 551 000 estudiantes, lo que supone un incremento del 1,4 % con respecto al curso 1998/1999, y empleando a 33 910 educadores. Las escuelas privadas tuvieron cerca de 24,7 mil estudiantes en 1999, empleando aproximadamente a 2000 profesores. El sistema de escuelas públicas de la provincia gastó en el curso 2004/2005 4972,8 millones de dólares canadienses, lo que supone un gasto de las escuelas públicas de 9346 dólares canadienses por estudiante. Un total de 31 800 personas se graduaron en Alberta en 2004/2005, un incremento del 12,2 % desde 1999/2000.

### Establecimientos de educación
Alberta posee dos grandes universidades: la Universidad de Alberta, localizada en Edmonton, y la Universidad de Calgary, localizada en Calgary. La provincia también cuenta con otras seis universidades y quince facultades públicas. La mayoría de las ciudades de Alberta administra al menos una biblioteca pública.

## Transporte

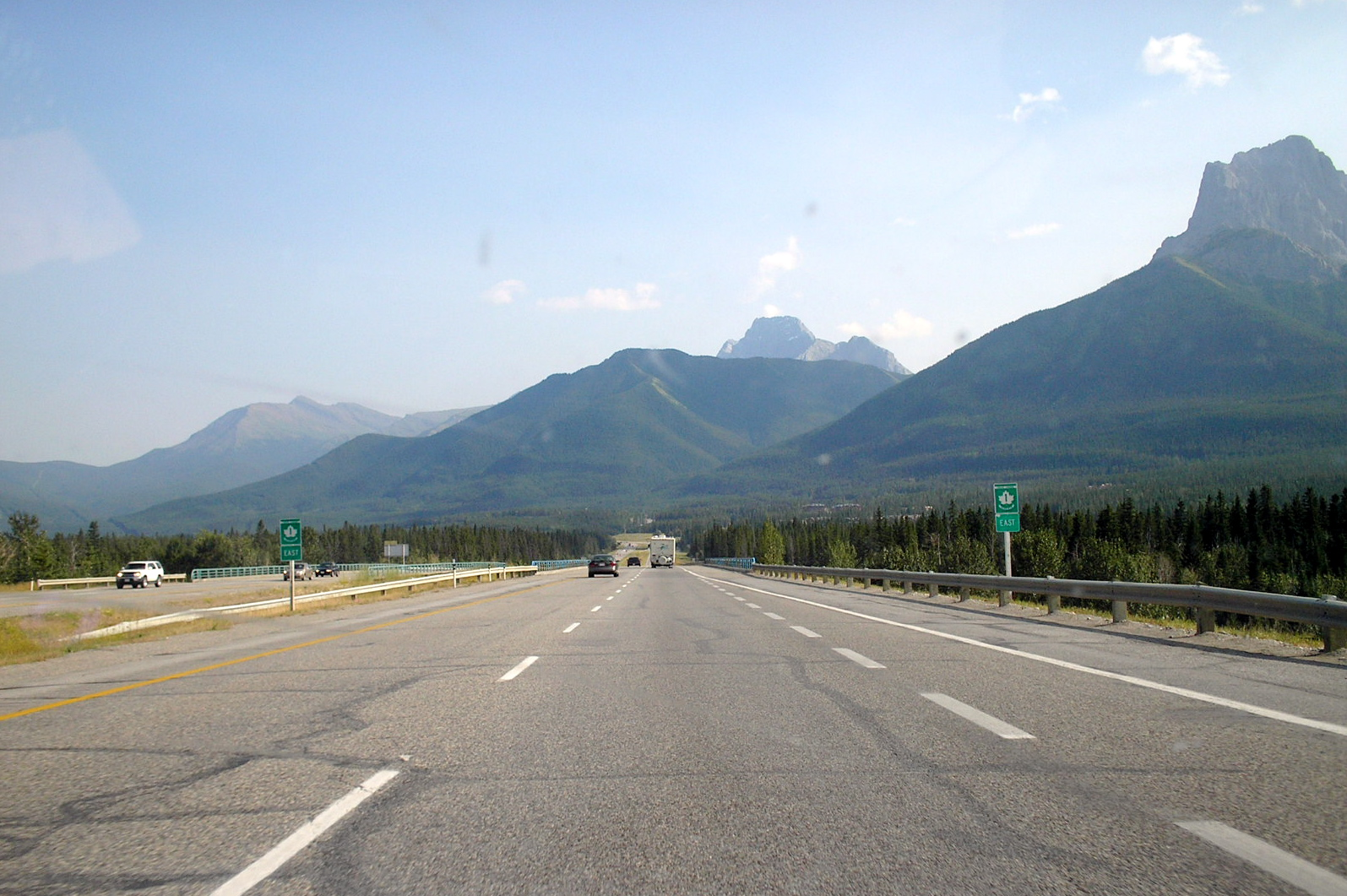
La autopista transcanadiense, cerca de las Montañas Rocosas, Alberta.

Alberta tiene más de 180 000 kilómetros de vías públicas. De ellas, cerca de 50 000 kilómetros están pavimentadas. Calgary es un gran nudo de comunicaciones. Calgary, Edmonton, Lethbridge, Medicine Hat y Red Deer poseen extensos sistemas de transporte público. Calgary y Edmonton también cuentan con un sistema de tren ligero.
Alberta es un gran nudo ferroviario. La provincia posee cerca de 9000 kilómetros de vías de tren. En Alberta operan dos compañías ferroviarias de prestigio, la Canadian National Railway y la Canadian Pacific Railway. Esta última tiene su sede en Calgary. Calgary es el segundo mayor nudo ferroviario de Canadá, solamente detrás de Montreal. La VIA Rail conecta las mayores ciudades de la provincia con el resto de Canadá, y el Rocky Mountain Railtours transporta a los turistas a lo largo de las principales atracciones turísticas naturales de Alberta.
Calgary y Edmonton disponen de aeropuertos internacionales, que atienden a vuelos comerciales de pasajeros regulares de diversas aerolíneas, conectando ambas ciudades con el resto de Canadá y con otros destinos internacionales. El Aeropuerto Internacional de Calgary es el cuarto aeropuerto más dinámico del país, y es la base de operaciones de la WestJet, una compañía aérea con sede en Calgary.

## Cultura

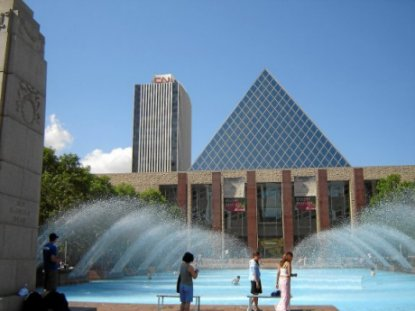
El edificio del Ayuntamiento de Edmonton

El verano trae muchos festivales a la provincia. El Edmonton's Fringe Festival es el segundo mayor del mundo después del de Edimburgo. Alberta ofrece algunos de los mayores festivales folclóricos de Canadá y varios festivales multiculturales. Calgary es la sede del Carifest, el segundo mayor festival caribeño de la nación (inmediatamente después del Caribana de Toronto). Estos acontecimientos destacan la diversidad cultural de la provincia y su amor por el espectáculo. La mayor parte de las ciudades importantes acogen varias compañías de teatro que actúan en lugares tan inverosímiles como los Edmonton's Arts Barns o el Centro Francis Winspear.
Alberta posee una población de gran diversidad étnica. Las comunidades indias y chinas son significativas. Según Statistics Canada, Alberta acoge la segunda proporción más alta (dos por ciento) de francófonos en Canadá Occidental (después de Manitoba). Muchos de los residentes de Alberta que hablan francés viven en las regiones centrales y del noroeste de la provincia. Así como señaló el censo de 2006, los chinos representaban un 1,3 por ciento de la población de Alberta, mientras que los indios representaban un 1,1 %. Tanto Edmonton como Calgary cuentan con importantes barrios chinos (Chinatowns), tanto es así, que el de Calgary es el tercero mayor de todo Canadá. Los aborígenes albertanos representan aproximadamente el tres por ciento de la población.
Los contribuyentes principales a la diversidad étnica de Alberta han sido las naciones europeas. El cuarenta y cuatro por ciento de los albertanos es de ascendencia británica e irlandesa, y hay también grandes cantidades de alemanes, ucranianos, y escandinavos.
Ambas ciudades respaldan fuertemente a los equipos de la Liga Canadiense de Fútbol Americano y de la NHL. En Alberta se practican a nivel profesional deportes como fútbol, rugby y lacrosse.

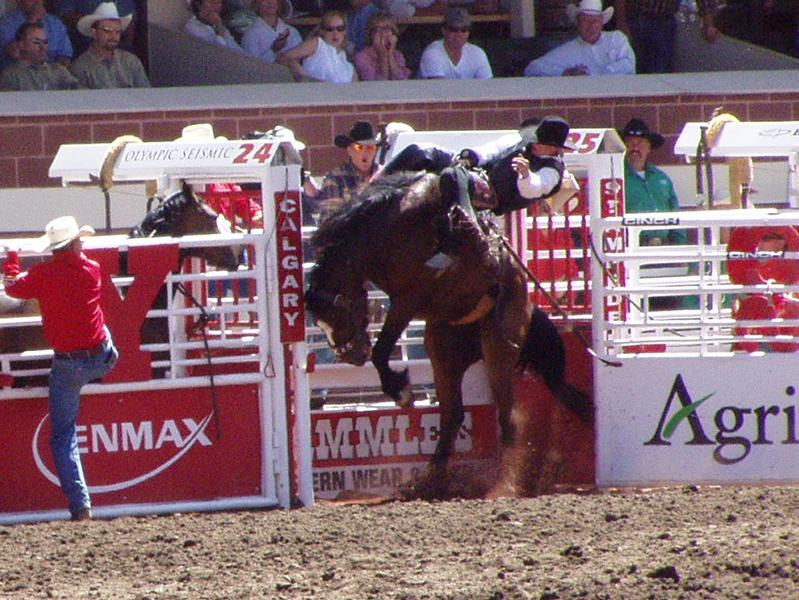
Vaquero en el rodeo de Calgary.

El sector turístico es muy importante para la economía albertana. Se calcula que un millón de turistas visitan Alberta cada año únicamente para contemplar la mundialmente famosa Calgary Stampede y los Klondike Days de Edmonton. Edmonton era la entrada a la única ruta completamente canadiense hacia los yacimientos de oro del Yukón, y la única ruta que no exigía a los buscadores de oro cruzar por el agotador y peligroso Chilkoot Pass.
Alberta es un destino importante para los turistas amantes del esquí y del senderismo; Alberta dispone de varias estaciones de esquí de calidad mundial, siendo la ubicada junto al lago Louise la más famosa.[cita requerida]

### Medios de comunicación
El primer periódico publicado en Alberta fue el Edmonton Bulletin, publicado por primera vez en 1880 en Edmonton, habiendo sido publicado hasta 1951. Actualmente, se publican en Alberta cerca de 125 periódicos. De ellos, 9 son diarios. La primera cadena de radio de Alberta fue inaugurada en 1922, y la primera de televisión fue inaugurada en 1954, ambas en Calgary. Calgary es también un gran nudo de telecomunicaciones. En esta ciudad se encuentra la base de operaciones occidental de la CBC, la mayor compañía de televisión de Canadá. Alberta cuenta actualmente con 61 cadenas de radio —de las cuales 36 son AM y 25 FM— y 11 canales de televisión.

### Acuerdos de Amistad
Alberta tiene relaciones con distintas provincias, estados y ciudades alrededor del mundo.
- Jalisco, México, Relaciones Especiales
- Hokkaido, Japón, Relaciones Especiales
- Gyeongsang del Sur, Corea del Sur, Relaciones Especiales
- Janti-Mansi, Rusia, Relaciones Especiales
- Yamalo-Nenets, Rusia, Relaciones Especiales
- Neuquén, Argentina, MOUs Económicos
- Mpumalanga, Sudáfrica, Proyectos de Gobierno
- Heilongjiang, República Popular de China, Relaciones Especiales
- Idaho, Estados Unidos, Acuerdos Transfronterizos
- Tyumen, Rusia, Relaciones Especiales
- Montana, Estados Unidos, Acuerdos Transfronterizos
- Gangwon, Corea del Sur, Relaciones Especiales}

## Deporte

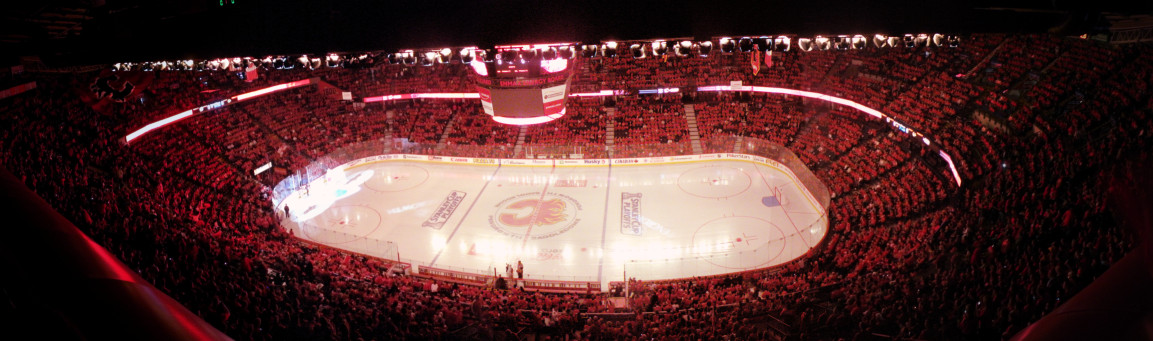
Vista panorámica del Pengrowth Saddledome de Calgary

El deporte más popular de la provincia es el Hockey sobre Hielo, Desde que se introdujo el hockey en Alberta, en la década de 1890, han surgido y desaparecido equipos de todas las categorías. Aunque las categorías profesionales se han limitado a las grandes ciudades de Calgary y Edmonton, en parte debido al aislamiento geográfico de los principales centros de población de la costa este y del Pacífico, tanto los equipos juveniles como los absolutos prosperan en toda la provincia.
Alberta alberga dos equipos de la National Hockey League, cinco de la Western Hockey League, 12 equipos de la Alberta Junior Hockey League, cinco de la British Columbia Hockey League y cinco ligas de hockey júnior B con más de 50 equipos. La Liga Canadiense de Hockey Femenino está representada en Alberta, al igual que los equipos que compiten en las categorías sénior, universitaria y colegial.

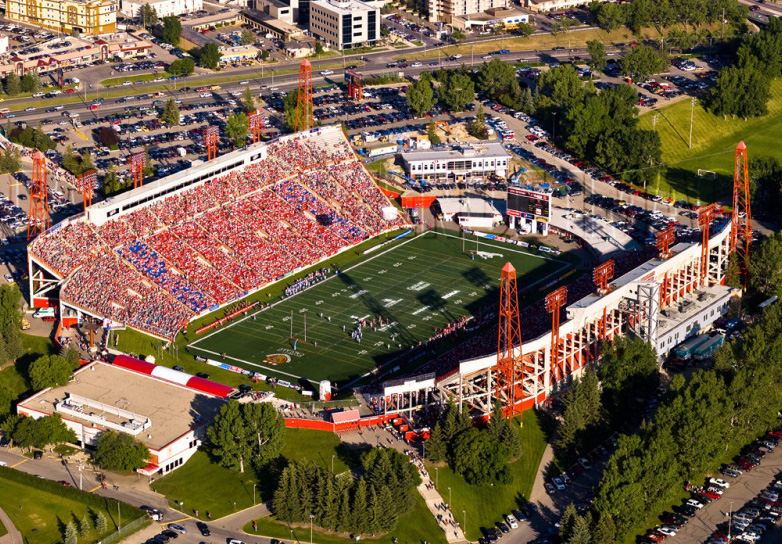
Estadio McMahon

Hockey Alberta es el organismo rector del hockey sobre hielo en Alberta (Canadá) y está afiliado a Hockey Canada. Se fundó en 1907 con el nombre de Alberta Amateur Hockey Association (AAHA) para ser el órgano rector del hockey sobre hielo dentro de las ciudades de Alberta. A partir de la temporada de hockey 2024-25, el presidente de la Junta Directiva fue Len Samletzki, y el director ejecutivo para la gestión de operaciones fue Rob Litwinski.
El hockey se jugaba desde más de 10 años antes de que Alberta fuera proclamada provincia en 1905. Se jugaba en partidos de exhibición o amistosos. Con el desarrollo de los equipos, surgió la necesidad de crear un órgano de gobierno que administrara el juego a nivel provincial para los partidos entre ciudades. En una reunión celebrada el 29 de noviembre de 1907 en Red Deer, se fundó la Asociación de Hockey Aficionado de Alberta, con R.N. Brown como primer presidente de la organización.
En 1914, la AAHA sería una de las asociaciones fundadoras de la Asociación Canadiense de Hockey Amateur, formada en reuniones celebradas el 4 de diciembre de 1914 en el Chateau Laurier de Ottawa.
En 2007, el centenario de la asociación se celebró con la organización de la Allan Cup en Stony Plain.

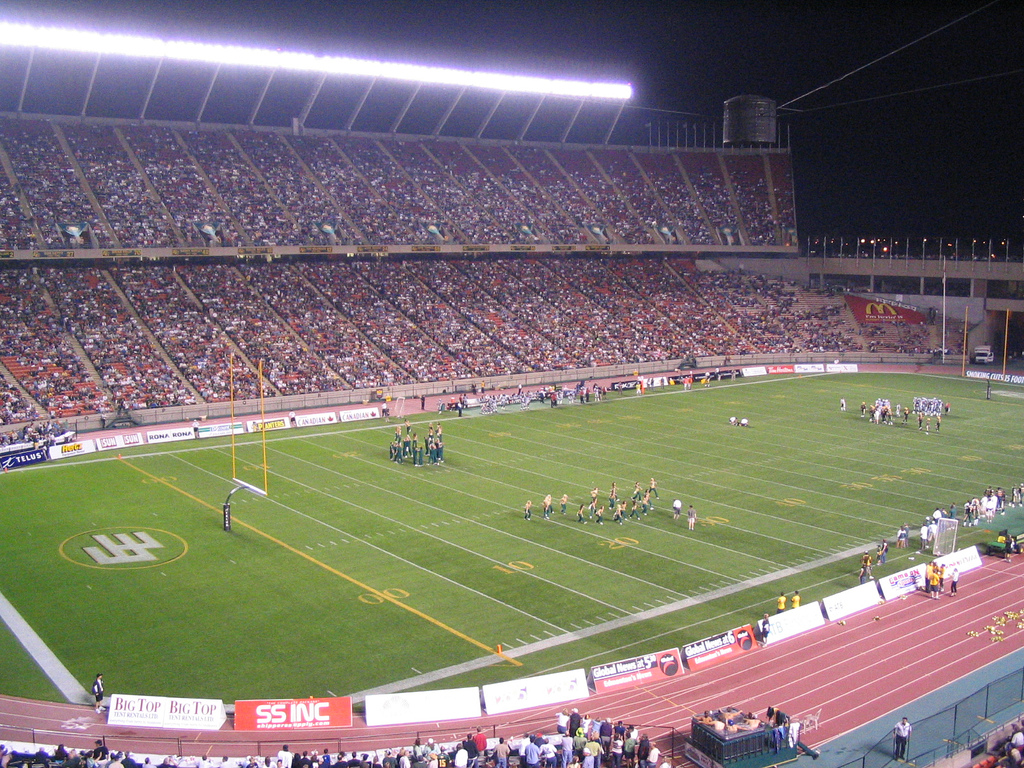
Estadio de la Commonwealth

La Liga Canadiense de Fútbol (CFL) ocupa un lugar importante en la identidad deportiva de Alberta, con los Edmonton Elks y los Calgary Stampeders al frente de una afición entregada.
La Alberta Major Soccer League (AMSL) es la liga de fútbol aficionado de más alto nivel de Alberta. Es aproximadamente el nivel 4 de la pirámide del fútbol canadiense, aunque los niveles inferiores al 3 no están designados formalmente por la Asociación Canadiense de Fútbol. Los campeones de la Copa de la Liga, rebautizada Copa Mike Traficante Challenge en 2008, pasan a competir en los campeonatos nacionales sénior masculino y femenino.
Fundada en 1991, la AMSL consta de dos divisiones, la División Masculina de ocho equipos y la División Femenina de ocho (la División Femenina se añadió en 1992). Todos los años desde su fundación, los campeones de la liga compiten por la Canadian National Challenge Cup (masculina) y el Jubilee Trophy (femenina).

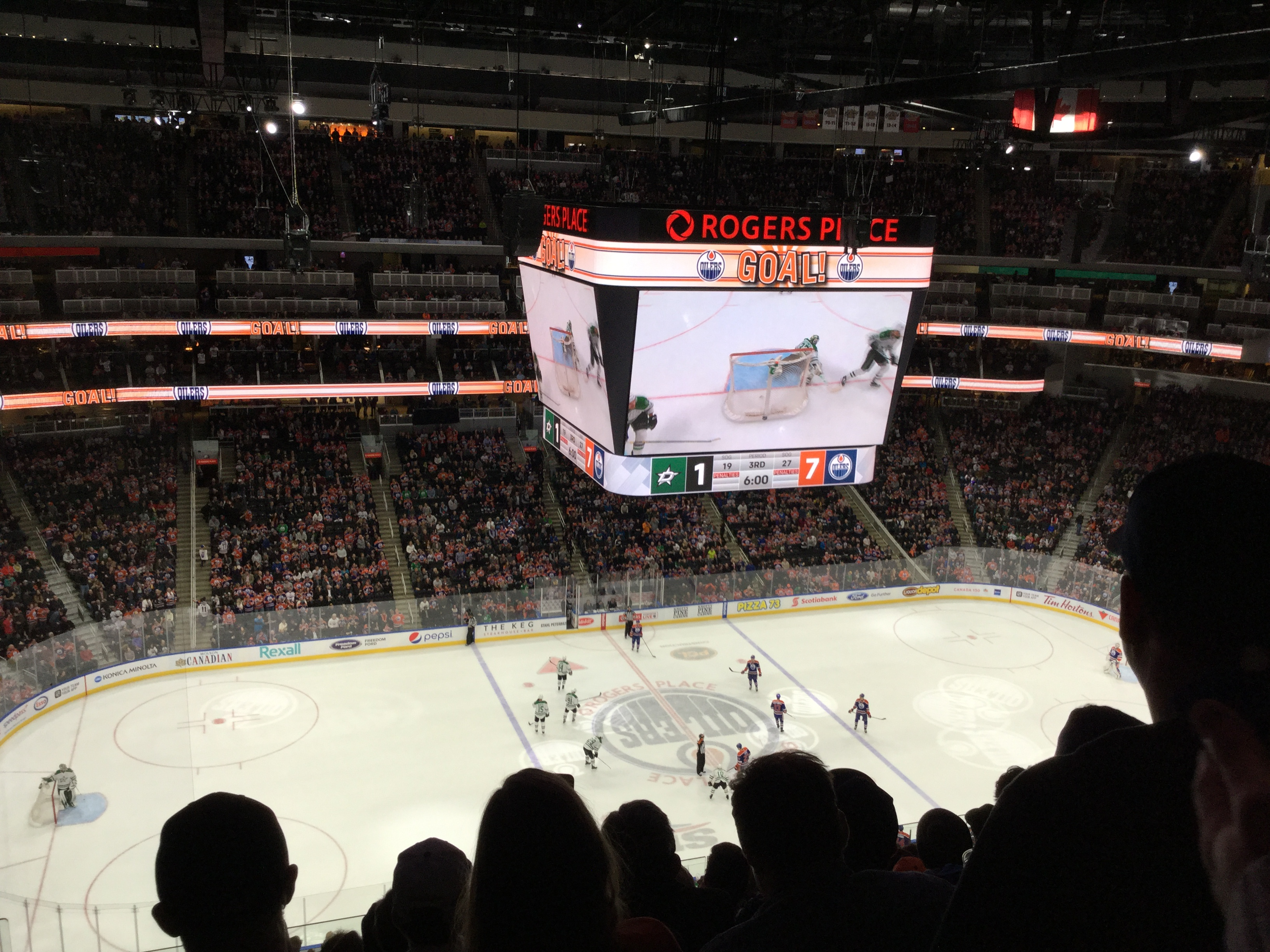
Rogers Place

La AMSL está gestionada por la Asociación de Fútbol de Alberta (ASA), el organismo provincial que gobierna el fútbol en Alberta. A veces ha sido un acuerdo problemático, pero se ha mantenido durante el tiempo que ha existido la liga. Las diversas asociaciones de distrito de Calgary, Edmonton, Lethbridge y Red Deer desempeñan algunas de las funciones administrativas que normalmente corresponderían a una liga de este tipo, lo que ha dado lugar a que las reglas se interpreten de forma diferente para los distintos equipos de una misma liga. Los distritos distintos de Edmonton y Calgary pueden utilizar todo su programa de liga masculina o femenina como «equipos de reserva». 
Los clubes de Calgary y Edmonton deben alinear equipos de reserva en las ligas sénior locales de primer nivel. Los equipos que se inscriban en la AMSL para la temporada siguiente se basarán en los resultados de la liga de la temporada anterior y en los partidos de descenso-promoción, a menos que se acepte como equipo de expansión. Los equipos que deseen retirarse o entrar en la liga deberán notificarlo por escrito a la ASA antes del 15 de noviembre de cada año y asistir a la reunión de planificación de otoño el último fin de semana de noviembre.